# 大阪市
34°40′48″N 135°29′59″E / 34.68000°N 135.49972°E
大阪市（日语：／ Ōsaka shi）是位於日本大阪府中部的都市，為大阪府府治、以及大阪府兩個政令指定都市之一，亦是大阪都市圈、京阪神大都市圈、乃至於近畿地方的中心城市。全市面積223平方公里，夜間人口（常住人口）約有269.5萬人，是日本人口第三多的城市；日間人口則超過353萬人，位居日本第二。
大阪自奈良時代起，就因其臨海的地理位置成為貿易港口，並曾在此建立「難波京」。安土桃山時代，豐臣秀吉修建大阪城，並以大阪做為豐臣政權的政治中樞。在江戶時代，大阪和京都、江戶（今東京）並稱為「三都」，是當時日本經濟活動最旺盛的都市，被譽為「天下的廚房」。明治時代之後，大阪仍是日本最重要的產業都市，人口數曾一度超過東京，在當時有「大大阪」之譽稱。戰後後由於東京一極集中的進展，大阪在人口數和經濟發展上被東京拉開距離，但仍然是西日本的最大都市及經濟中心。除了經濟之外，大阪也以其獨特的庶民文化而著稱。今日的大阪和東京並列為日本最具代表性的大都市，也是在世界具有知名度的商業都市。2024年，美國諮詢公司科爾尼的全球城市排名，大阪位居世界第25名:17；同一年，日本森紀念財團發佈的《全球城市實力指數》（CPCI）中，大阪位居世界第35名。:9

## 地理

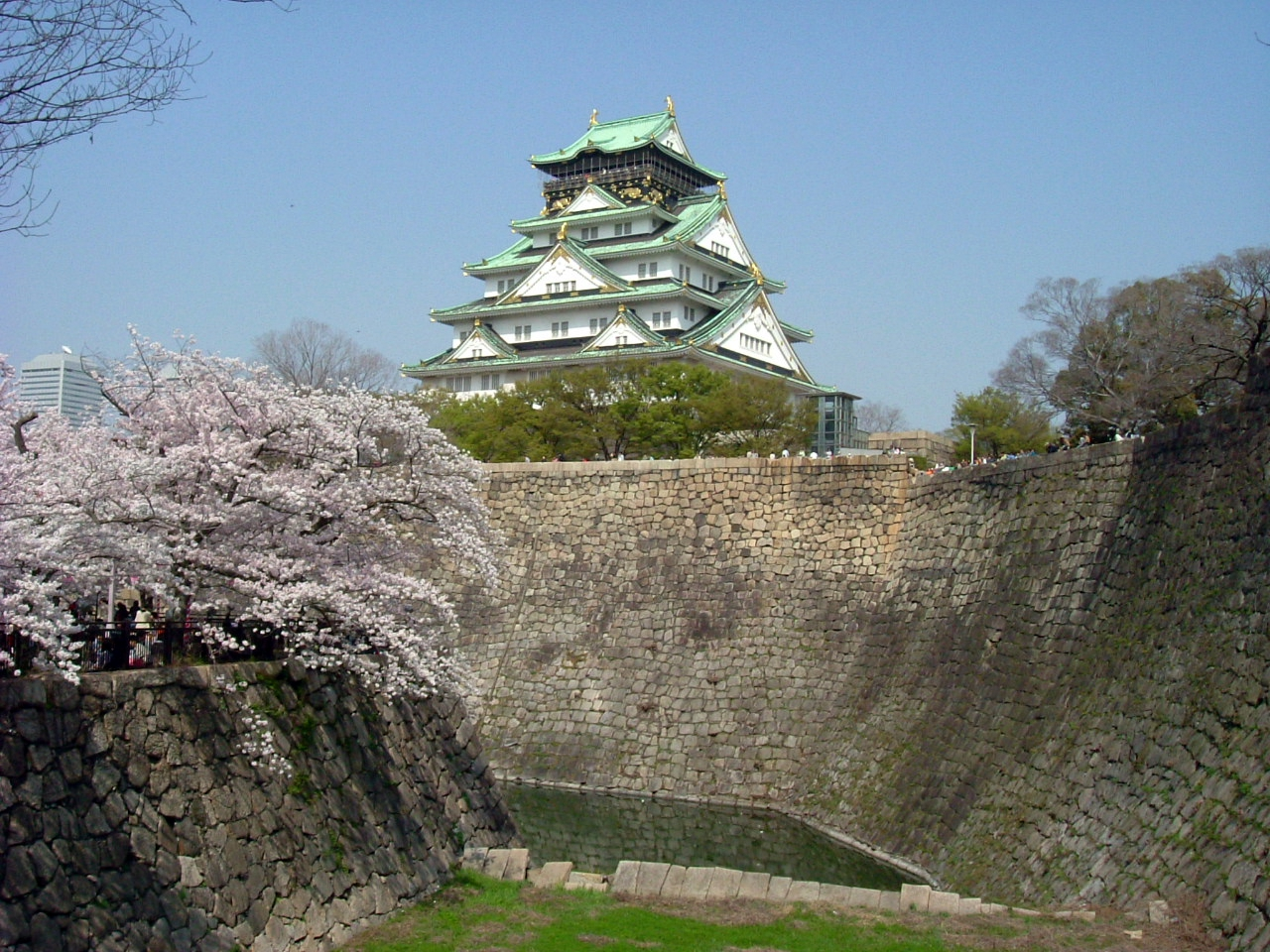
大阪城位於上町台地北側，是大阪市內地勢較高的地區

大阪市位於大阪府中部的大阪灣沿岸地區，面積223平方公里，在政令指定都市中排名第17位，僅大於埼玉市、堺市和川崎市。市區大部分位於大阪平原上。大阪平原是一座沖積平原，地勢平坦。大阪市東部的上町台地則是市內地勢較高的地區:124，北起大阪城一帶，南至住吉大社附近，寬度約2至3公里，長度超過10公里，是一座沖積台地。台地北端是上町台地最高的地區，東側地勢較為平緩，西側則高地變化較為明顯，坡道較多，這也是「大阪」（大坂）這一地名的由來。
在約8000至7000年前時，由於繩文海進導致水位高漲，現在的大阪平原曾位於海面之下，被稱為「河內灣」。在大阪平原還是河內灣的時期，上町台地曾是深入海中的一個半島，也正因其地勢較為安定，上町台地是大阪市內最早有人生息的地方。隨著上町台地北側的沙嘴逐漸向北延伸，至繩文時代中期，河內灣已演變為潟湖，被稱為「河內湖」。進入古墳時代後，由於河川運來的土砂不斷堆積，加上人工開發湖泊為耕地，河內湖已近乎消失，變為大阪平原。
為了擴大陸地面積，大阪曾多次進行填海。大阪的大規模填海開始於17世紀的新田開發。現在大阪市區面積的四分之一都來自於填海。大阪市沿海的夢洲、舞洲、咲洲等島嶼也是由填海造陸而成的人工島。
大阪市河流眾多，有「水都」之稱。這也使得大阪市橋樑眾多，江戶時代的大阪有「八百八橋」之稱:8。然而在近代，大阪的許多河道都已被填埋，用來修建公路或建築。低窪的地形導致大阪在歷史上水害頻發。江戶時代中期，幕府對原本匯入淀川的大和川進行人工改道，使其改自大阪南部入海，使得水患大幅減少。大阪市的水系當中，以發源自琵琶湖，流經大阪市北部的淀川水量最多。憑藉水運之便，淀川沿線曾經聚集眾多市場，是支撐大阪經濟的大動脈。然而淀川也曾是一條洪水頻發的河流。1885年的淀川大洪水使得明治政府決心在淀川北側開挖新淀川，使得淀川排水暢通，洪水次數也大幅減少。現在大阪市中心的主要河流還有東橫堀川、道頓堀川、木津川、安治川等河流:16。

### 名稱緣由
大阪原名「大坂」，兩名的日語讀音相同；最早是指上町台地的北端，即大阪城一帶。日語的「坂」等同中文所稱的「坡」。當時這一帶被稱為浪速、難波、浪花或浪華，拼音皆寫作「naniwa」（なにわ），其中「浪速」的拼音又寫作「namihaya」（なみはや）。1496年，一向宗本願寺第八代法主蓮如在寫給門徒的書信中記載「攝州東成郡生玉之莊內大坂」詞句，是為「大坂」的漢字名稱首次出現在文獻中。當時蓮如在大阪城現址建立「大坂御坊」（即日後的石山本願寺），並隨著寺院勢力的擴張逐漸通行。有說法指「大坂」一詞的原意即「很大的坂」，但在蓮如以前的讀法並非「Ōsaka」（おほさか；歷史假名遣表記）而是「Wosaka」（をさか），而文獻上也有記載「小坂」的用法，因而此說法缺乏根據。
現今的「大阪」名稱則出現於江戶時代，並在明治時代取代「大坂」而成為正式地名。之所以將「坂」改寫為「阪」，是因為「坂」字可拆解為「土反」，帶有不祥的含意。另一說法是，明治新政府認為「坂」字又可拆解作「士反」，也就是武士叛亂的意思，當時官員在文書上為了避諱而改用「阪」字。

### 氣候
大阪市屬於瀨戶內海式氣候，全年氣候溫暖。夏季大阪市非常炎熱，是日本最熱的地區之一。8月份大阪的平均氣溫高達29.0度，是日本所有都道府縣廳所在地中最熱的城市，甚至超過位於南國的那霸市。並且由於熱島效應的影響，夏季大阪市區在晚間氣溫也較少下降，近年大阪市的全年平均熱帶夜更多次超過40日。冬季大阪的氣候亦相對溫暖，但在強冷鋒來襲時氣溫會低於零度。冬天的大阪由於氣候乾燥而較少降雪，即使降雪也很少積雪。
| 大阪市大阪管區氣象台（平均數據1991-2020年，極端數據1883年以降） | 大阪市大阪管區氣象台（平均數據1991-2020年，極端數據1883年以降） | 大阪市大阪管區氣象台（平均數據1991-2020年，極端數據1883年以降） | 大阪市大阪管區氣象台（平均數據1991-2020年，極端數據1883年以降） | 大阪市大阪管區氣象台（平均數據1991-2020年，極端數據1883年以降） | 大阪市大阪管區氣象台（平均數據1991-2020年，極端數據1883年以降） | 大阪市大阪管區氣象台（平均數據1991-2020年，極端數據1883年以降） | 大阪市大阪管區氣象台（平均數據1991-2020年，極端數據1883年以降） | 大阪市大阪管區氣象台（平均數據1991-2020年，極端數據1883年以降） | 大阪市大阪管區氣象台（平均數據1991-2020年，極端數據1883年以降） | 大阪市大阪管區氣象台（平均數據1991-2020年，極端數據1883年以降） | 大阪市大阪管區氣象台（平均數據1991-2020年，極端數據1883年以降） | 大阪市大阪管區氣象台（平均數據1991-2020年，極端數據1883年以降） | 大阪市大阪管區氣象台（平均數據1991-2020年，極端數據1883年以降） |
| 月份                                                            | 1月                                                             | 2月                                                             | 3月                                                             | 4月                                                             | 5月                                                             | 6月                                                             | 7月                                                             | 8月                                                             | 9月                                                             | 10月                                                            | 11月                                                            | 12月                                                            | 全年                                                            |
| --------------------------------------------------------------- | --------------------------------------------------------------- | --------------------------------------------------------------- | --------------------------------------------------------------- | --------------------------------------------------------------- | --------------------------------------------------------------- | --------------------------------------------------------------- | --------------------------------------------------------------- | --------------------------------------------------------------- | --------------------------------------------------------------- | --------------------------------------------------------------- | --------------------------------------------------------------- | --------------------------------------------------------------- | --------------------------------------------------------------- |
| 历史最高温 °C（°F）                                             | 19.1 (66.4)                                                     | 23.7 (74.7)                                                     | 25.2 (77.4)                                                     | 30.7 (87.3)                                                     | 32.7 (90.9)                                                     | 36.1 (97.0)                                                     | 38.4 (101.1)                                                    | 39.1 (102.4)                                                    | 36.4 (97.5)                                                     | 33.1 (91.6)                                                     | 27.2 (81.0)                                                     | 24.5 (76.1)                                                     | 39.1 (102.4)                                                    |
| 平均高温 °C（°F）                                               | 9.7 (49.5)                                                      | 10.5 (50.9)                                                     | 14.2 (57.6)                                                     | 19.9 (67.8)                                                     | 24.9 (76.8)                                                     | 28.0 (82.4)                                                     | 31.8 (89.2)                                                     | 33.7 (92.7)                                                     | 29.5 (85.1)                                                     | 23.7 (74.7)                                                     | 17.8 (64.0)                                                     | 12.3 (54.1)                                                     | 21.3 (70.3)                                                     |
| 日均气温 °C（°F）                                               | 6.2 (43.2)                                                      | 6.6 (43.9)                                                      | 9.9 (49.8)                                                      | 15.2 (59.4)                                                     | 20.1 (68.2)                                                     | 23.6 (74.5)                                                     | 27.7 (81.9)                                                     | 29.0 (84.2)                                                     | 25.2 (77.4)                                                     | 19.5 (67.1)                                                     | 13.8 (56.8)                                                     | 8.7 (47.7)                                                      | 17.1 (62.8)                                                     |
| 平均低温 °C（°F）                                               | 3.0 (37.4)                                                      | 3.2 (37.8)                                                      | 6.0 (42.8)                                                      | 10.9 (51.6)                                                     | 16.0 (60.8)                                                     | 20.3 (68.5)                                                     | 24.6 (76.3)                                                     | 25.8 (78.4)                                                     | 21.9 (71.4)                                                     | 16.0 (60.8)                                                     | 10.2 (50.4)                                                     | 5.3 (41.5)                                                      | 13.6 (56.5)                                                     |
| 历史最低温 °C（°F）                                             | −7.5 (18.5)                                                     | −6.5 (20.3)                                                     | −5.2 (22.6)                                                     | −2.6 (27.3)                                                     | 3.5 (38.3)                                                      | 8.9 (48.0)                                                      | 14.8 (58.6)                                                     | 13.6 (56.5)                                                     | 10.4 (50.7)                                                     | 3.0 (37.4)                                                      | −2.2 (28.0)                                                     | −4.5 (23.9)                                                     | −7.5 (18.5)                                                     |
| 平均降水量 mm（）                                               | 47.0 (1.85)                                                     | 60.5 (2.38)                                                     | 103.1 (4.06)                                                    | 101.9 (4.01)                                                    | 136.5 (5.37)                                                    | 185.1 (7.29)                                                    | 174.4 (6.87)                                                    | 113.0 (4.45)                                                    | 152.8 (6.02)                                                    | 136.0 (5.35)                                                    | 72.5 (2.85)                                                     | 55.5 (2.19)                                                     | 1,338.3 (52.69)                                                 |
| 平均降雪量 cm（）                                               | 0 (0)                                                           | 1 (0.4)                                                         | 0 (0)                                                           | 0 (0)                                                           | 0 (0)                                                           | 0 (0)                                                           | 0 (0)                                                           | 0 (0)                                                           | 0 (0)                                                           | 0 (0)                                                           | 0 (0)                                                           | 0 (0)                                                           | 1 (0.4)                                                         |
| 平均降水天数（≥ 0.5mm）                                         | 6.4                                                             | 7.3                                                             | 10.3                                                            | 10.0                                                            | 10.4                                                            | 12.3                                                            | 11.3                                                            | 7.8                                                             | 10.6                                                            | 9.2                                                             | 7.0                                                             | 7.1                                                             | 109.7                                                           |
| 平均降雪天数（≥ 1cm）                                           | 0.0                                                             | 0.3                                                             | 0.0                                                             | 0.0                                                             | 0.0                                                             | 0.0                                                             | 0.0                                                             | 0.0                                                             | 0.0                                                             | 0.0                                                             | 0.0                                                             | 0.0                                                             | 0.3                                                             |
| 平均相對濕度（％）                                              | 61                                                              | 60                                                              | 59                                                              | 58                                                              | 61                                                              | 68                                                              | 70                                                              | 66                                                              | 67                                                              | 65                                                              | 64                                                              | 62                                                              | 63                                                              |
| 月均日照時數                                                    | 146.5                                                           | 140.6                                                           | 172.2                                                           | 192.6                                                           | 203.7                                                           | 154.3                                                           | 184.0                                                           | 222.4                                                           | 161.6                                                           | 166.1                                                           | 152.6                                                           | 152.1                                                           | 2,048.7                                                         |
| 来源：                                                          |                                                                 |                                                                 |                                                                 |                                                                 |                                                                 |                                                                 |                                                                 |                                                                 |                                                                 |                                                                 |                                                                 |                                                                 |                                                                 |

## 歷史

### 古代

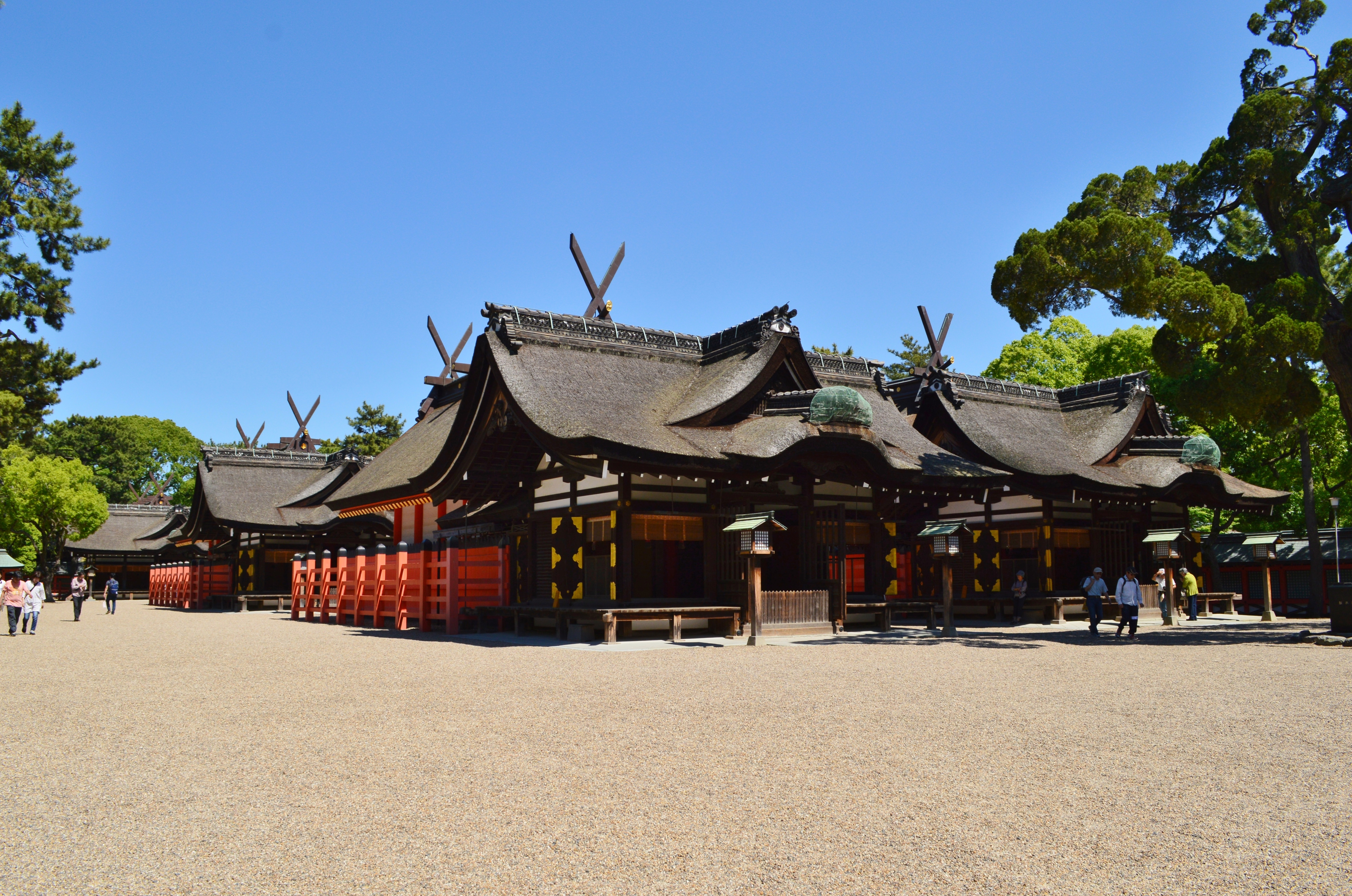
住吉大社

大阪歷史悠久，在森之宮附近發現的遺跡證明大阪自繩文時代中期就開始有人居住。古墳時代時，大阪地區因河內湖的湖水淡化變得適合耕作。加上臨海的地理環境使得大阪成為貿易港口。在5世紀時，仁德天皇在大阪修建難波高津宮。593年時，聖德太子在大阪修建四天王寺，這是日本最早的佛教寺院之一。7世紀中期，在大化改新之後，當時的政府在大阪修建難波長柄豐埼宮（難波宮），定大阪為難波京，使得大阪一度成為日本的首都。雖然天皇實際在難波京居住的時間很短，然而難波宮一直得到保留。直到794年，桓武天皇遷都平安京，難波京亦完全失去政治中心的地位。但大阪仍擁有四天王寺和住吉大社等宗教建築和港口，是當時近畿地區較為重要的都市。1496年，本願寺蓮如在大阪修建石山本願寺。石山本願寺附帶有龐大的寺內町，聚集有眾多人口，大阪得到進一步發展。
在戰國時代，大阪是兵家必爭之地。1570年開始，織田信長和石山本願寺之間爆發長達10年的石山合戰，最後兩者講和，本願寺顯如退出本願寺。不過顯如在退出本願寺之前燒毀本願寺的建築。進入豐臣政權時期之後，豐臣秀吉於1583年在舊石山本願寺的土地上修建大坂城，以大阪作為其統治的中心城市。然而在1615年大坂夏之陣之後，大坂城被德川家康攻陷，豐臣氏隨之滅亡，大阪也一度化為焦土。不過德川幕府將大阪定為天領，顯示出大阪的重要地位並未因政權交替而下降。江戶時代的大阪扮演物資生產地—西日本各地區及京都和物資消費地—江戶之間的中轉集散地的角色，是當時日本最大的商業都市:31-34。當時大阪有三大商品交易市場，分別是堂島米市場、天滿蔬果市場和雑喉場魚市場。其中堂島米市場是日本首個期貨市場，當時堂島米市場的米價是日本米價的基準價格。在大阪灣沿岸一帶，水深較淺的海域被農民填海，是為新田開發，顯示大阪的農業亦頗為發達。江戶時代的大阪實際上由商人組織大坂三鄉統治，可以當時的大阪有很強的市民自治的傳統:136。同時，富裕的商人對文化的資助亦使得大阪成為上方文化的中心，例如文樂就是起源自大阪。然而自江戶時代中期開始，由於西日本農村地區經濟的發展和江戶經濟逐漸實現自給，大阪經濟陷入低潮:36-40。江戶時代後期，大阪爆發大鹽平八郎之乱。雖然這場叛亂不到一天就被鎮壓，但大阪市區面積的5分之1在這場騷動中被燒毀。

### 近代

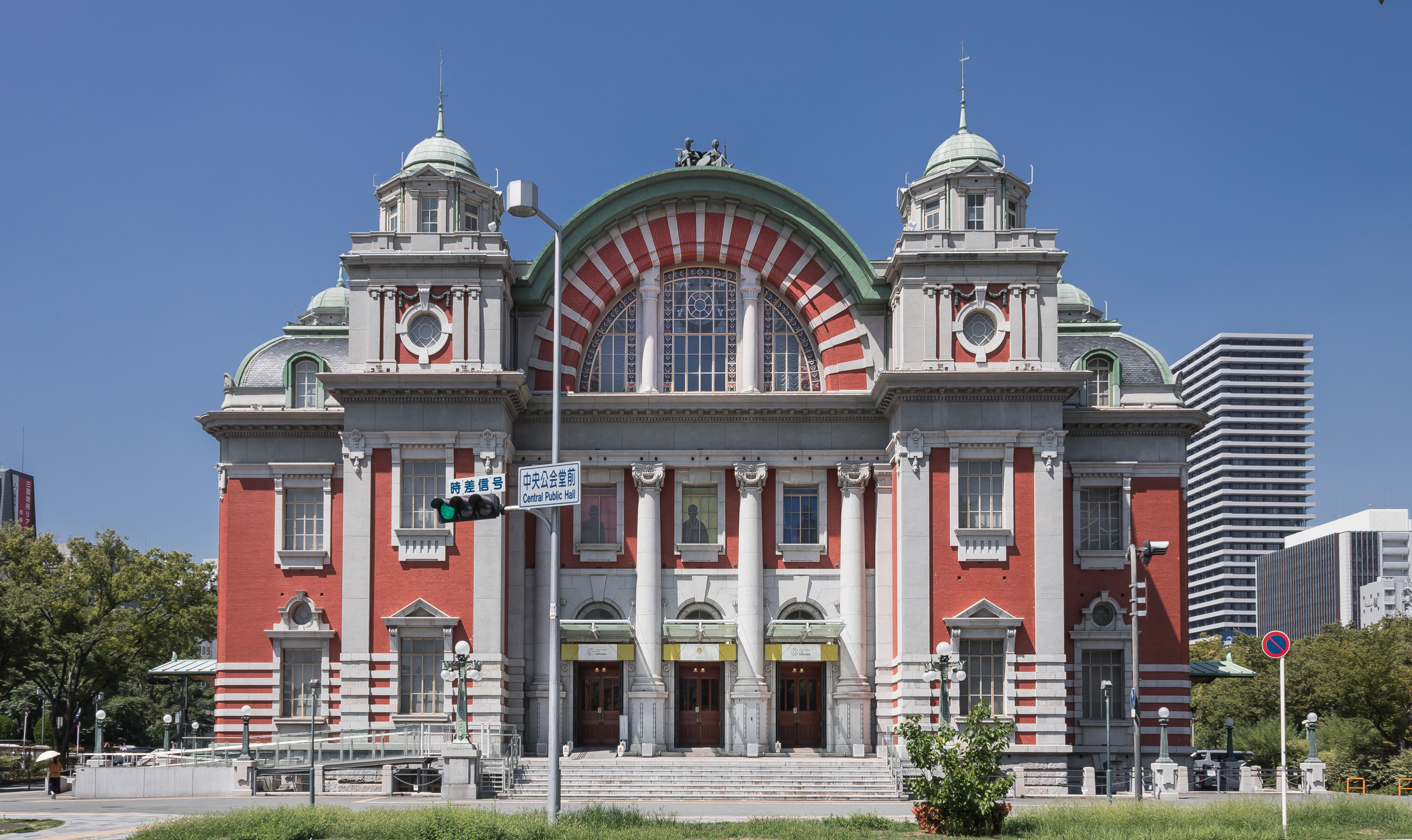
大阪市中央公會堂是大大阪時代的代表性建築

1868年，大阪正式開港，並在川口地區設舊川口居留地供外國人居住。外國人帶來西洋的最新文化，使得大阪開始進入近代時期。明治維新之後，大久保利通曾提案將日本的首都由京都遷至大阪，但被否決，新政府最終將首都遷至東京:9。不過這並沒有影響大阪的經濟中心地位。新政府將造幣局和砲兵工廠設在大阪，顯示出大阪仍然享有重要地位，其中大阪造幣局更是當時世界最大的造幣廠:41-42。
1889年4月1日，大阪正式設市，與東京、名古屋等地成為日本第一批建制市，當時大阪市的面積約15.27 km2、人口約46萬人。1903年，大阪市電開始通車。次年，民營業者開通公車路線。大阪的交通亦進入近代化時期。19世紀末期開始，隨著重工業和紡織工業的發展，大阪逐漸由一座商業城市變為工廠林立的工業城市。1903年，大阪舉行第五屆內國勸業博覽會；這次博覽會是日本首次使用彩燈照明的博覽會，一時引起轟動，也顯示出大阪的摩登的景象。但在工業發展的同時，大阪也開始面臨環境的問題。生活污水直接排入河道中引發污水問題；工廠煙囪排出的大量黑煙，使得大阪被稱為「煙都」:46-47。
進入1910年代後，在池上四郎和關一兩任市長任職時期，大阪市普及電氣和下水道、對大阪港實施現代化改造、拓寬御堂筋為大阪的主幹道、重建大阪城天守閣、並在1933年開通地下鐵:16-17。大阪市還是日本最早實施都市美觀運動的城市:119-125。1925年，大阪市在和附近的數個町村合併之後，全市面積擴大至181 km2、人口增至約211萬人，無論面積還是人口都成為日本排名第一的都市。這一時期被成為大大阪時代，是大阪在戰前最繁榮的時期。然而進入1930年代後，起自西方國家的經濟大蕭條也波及到日本，大阪經濟陷入蕭條；加上進入對華戰爭及二戰的戰時體制後，日本政府將資源集中到東京，大阪的都市發展被東京超過。1945年，聚集眾多軍需工廠的大阪多次遭到美軍空襲，有超過1萬人在空襲中遇難，大阪化為一片火海，城市幾乎變為廢墟。

### 戰後至今

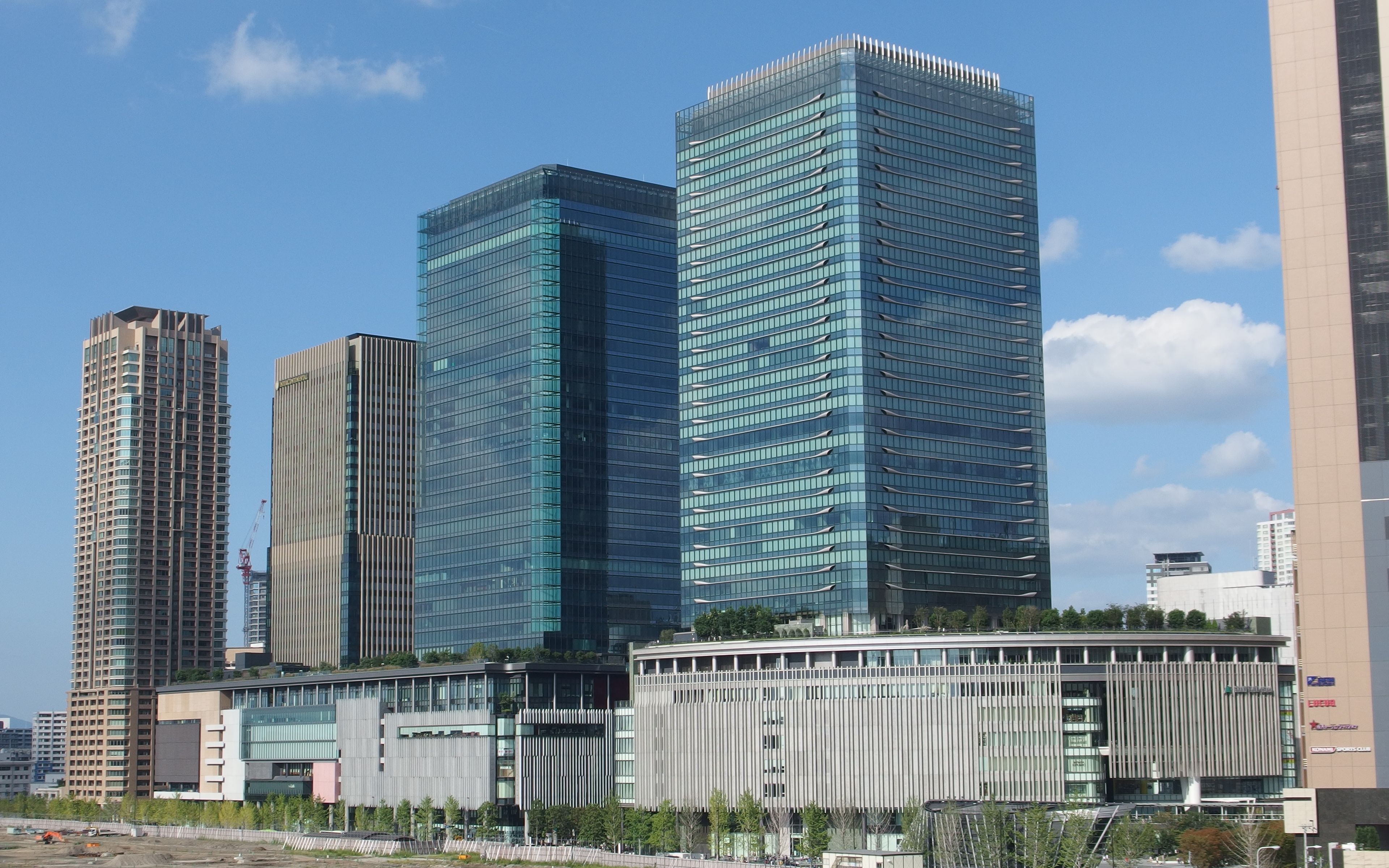
GRAND FRONT OSAKA是大阪的新地標

雖然二戰使大阪受到嚴重打擊，然而戰後大阪迅速開始復興。1945年9月27日，美軍進駐大阪，開始大阪的盟軍佔領時期:306-307。佔領期間，大阪在1947年實現首次市長普選，象徵大阪實現真正的地方自治:311。舊金山和約簽訂之後，大阪結束被佔領時期。1956年，大阪市成為首批政令指定都市之一。戰後時期，以東京為首的京濱工業地帶憑藉機械工業、重化學工業等產業的發展而實現經濟快速成長。而輕工業比例相對較高的大阪灣沿岸工業地帶則發展相對滯後，加上工廠三法導致大阪的眾多工廠外遷至其他地區，使得大阪的經濟發展受到影響:73-75。1970年，大阪市郊的大阪府吹田市舉辦世界博覽會。為了舉辦世博會，大阪修建眾多新的道路和地下鐵路線。可以說世博會的舉辦對大阪基礎設施建設的提升功不可沒。
自1970年代中期之後，日本經濟逐漸轉換為以服務業為中心的構造。在經濟逐漸服務業化的同時，東京一極集中的趨勢也日益明顯。眾多大阪企業將其總部搬至東京，顯示出大阪經濟地位相對降低。1990年，大阪舉辦國際花與綠博覽會，入場者數超過2,300萬人:318-319。1990年代日本泡沫經濟崩潰後，關西地方是泡沫經濟的重災區，大阪亦陷入嚴重蕭條。加上人口老齡化和郊外化使得大阪面臨市中心空洞化等社會問題，其典型例子為西成區的釜崎地區。但另一方面，大阪市在近年亦有多個都市更新計劃，如梅田地區大阪站北地區再開發計劃的GRAND FRONT OSAKA、以及阿倍野地區的阿倍野再開發事業的阿倍野Harukas，其中阿倍野Harukas在2014年啟用時為日本第一高樓，顯示在經過長期蕭條之後，大阪市經濟在一些領域已開始好轉。2018年，大阪市成功申辦世界博覽會，這是大阪市首度舉辦世界博覽會，也是大阪府繼1970年大阪世博之後再次舉辦世界博覽會，主場地預定設於大阪市此花區的人工島夢洲。

## 人口

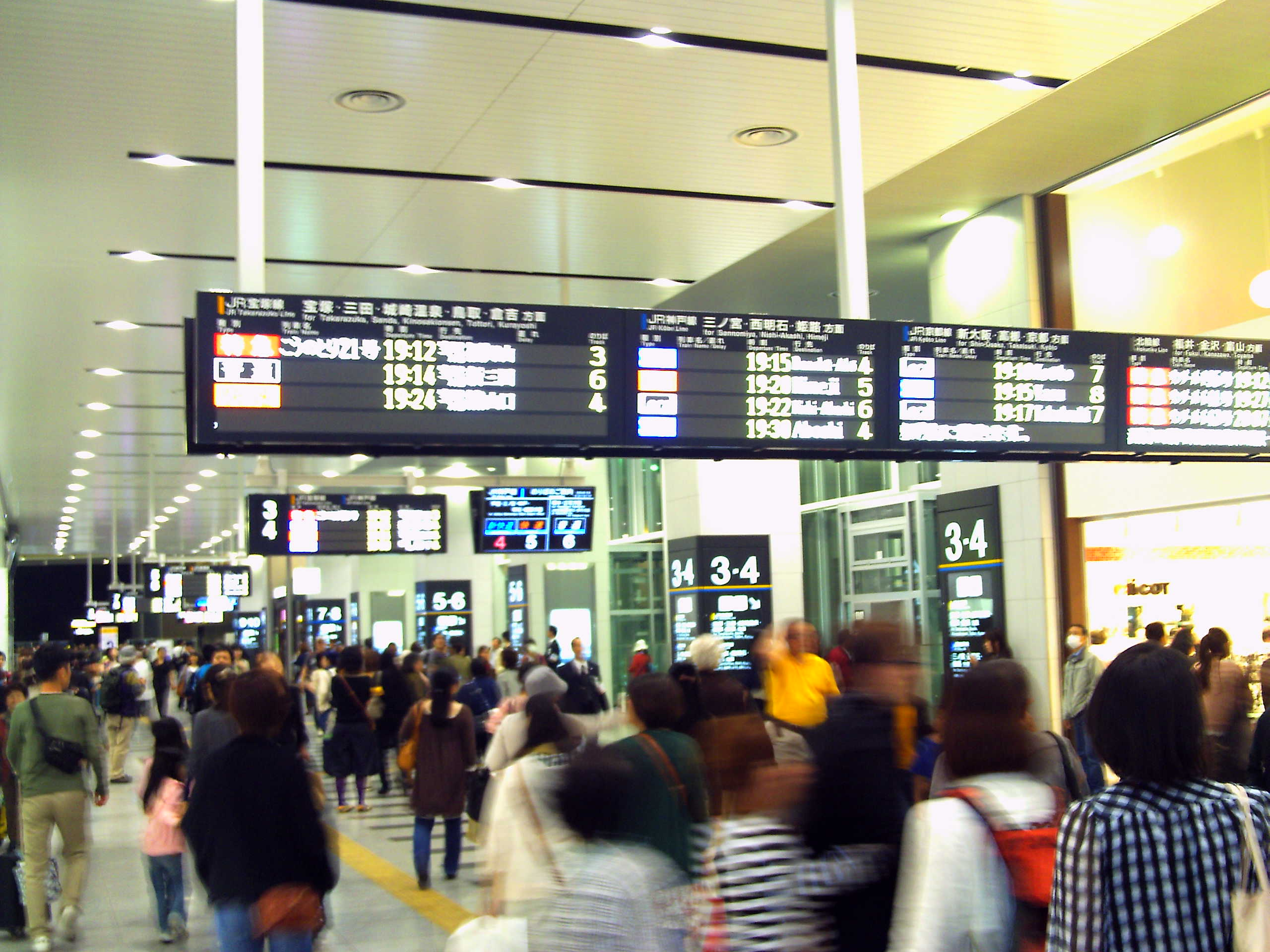
大阪站是大阪市人潮最多的地區之一

在江戶時代，大阪和江戶、京都並列為「三都」，是日本人口最多的都市之一。據現在學者的研究，1650年時，大阪有人口約22萬人；1750年時，有人口約41萬人。1760年代時，大阪的人口數達到江戶時代時的頂峰，之後轉入減少。1850年時，大阪的人口有約33萬人。1889年大阪設市時，有人口476,271人。1920年時，隨著市域擴大，大阪市人口增加到2,114,804人，超過東京成為日本最大都市。1940年時，大阪市有人口325萬人，達到戰前最高值。第二次世界大戰期間，由於政府強制民眾疏散至農村地區，大阪人口大幅減少。戰爭結束時，大阪只有人口約110萬人。1955年時，大阪市市域再次擴大，加上戰後人口返回城市，大阪市人口回升到255萬人。1965年時，大阪市人口數達到3,156,222人，是大阪戰後人口最高值。此後由於郊外化的進展，大阪市人口轉入減少。2000年時，大阪市的人口減少到2,598,774人。但是在2000年代之後，大阪府出現人口重新往大阪市內集中的趨勢，人口數開始回升。2025年7月時，大阪有人口約281.16萬人。
和日本其他地區一樣，大阪也面臨嚴重的高齡化和少子化問題。自進入戰後以來，大阪市的出生率就長期低於日本平均值，2020年，大阪的總和生育率僅有1.16，低於全國平均1.33。就人口分佈來看，雖然大阪市全市均為人口高度集中地區，但人口密度分佈仍然有較為明顯的地區差異。大阪市24區中人口密度最高的是位於市區東部的城東區，其次是阿倍野區、東成區。與之相反的是，位於大阪市最繁華的市中心的北區和中央區因建築多為商業建築或辦公樓，人口密度相對較低。臨海的港區、大正區、西淀川區、住之江區和此花區因工廠眾多，佔用大量土地；加上擁有較多開發歷史較短的填海地，成為大阪市人口密度最低的地區。就人口變化情況來看，西成區是大阪人口自然增長率最低的地區，而西區和鶴見區是自然增長率較高的地區。港區、大正區是人口社會增加率最低的地區，而浪速區、中央區、天王寺區是人口社會增加率最高的地區。大阪市2024年人口超過6.8%是外國人，是政令指定都市中外國人人口比例最高的城市。2024年12月時，大阪共有外國人人口189,281人，其中以在日中國人最多，有57,396人，其次則是在日韓國·朝鮮人57,340人。

## 行政區劃

大阪市行政區劃

1899年，大阪正式設市，是日本最早的市之一。成立之初的大阪市範圍僅包括現在西區、中央區的大部分地區和北區、福島區的部分地區，面積也只有15.27平方公里。此後大阪市先後在1907年、1925年、1955年進行三次擴大。在二戰時期至戰後，大阪市曾計劃將市域擴大為東至奈良縣境、西至尼崎市、北至池田市、南至堺市，但因這一範圍太過龐大，因而被大阪府反對。最終1955年的合併只合併了大阪附近的2個町和4個村。現在大阪市共管轄有24個區，是政令指定都市中轄區數最多的城市。大阪市在過去還曾設有大淀區、東區、南區三個區。但在1989年，大淀區和北區合併為新的北區；東區和南區合併為中央區。大阪市24個區的基本數據如下：
| 區名     | 日文名 | 讀音 | 設立日期      | 編號  | 面積 （平方公里） | 人口    | 人口密度 （每平方公里人口數） |
| -------- | ------ | ---- | ------------- | ----- | ----------------- | ------- | ----------------------------- |
| 都島區   |        |      | 1943年4月1日  | 27102 | 6.08              | 107,481 | 17,678                        |
| 福島區   |        |      | 1943年4月1日  | 27103 | 4.67              | 79,513  | 17,026                        |
| 此花區   |        |      | 1925年4月1日  | 27104 | 19.28             | 64,870  | 3,365                         |
| 西區     |        |      | 1889年4月1日  | 27106 | 5.21              | 104,811 | 20,117                        |
| 港區     |        |      | 1925年4月1日  | 27107 | 7.86              | 80,500  | 10,242                        |
| 大正區   |        |      | 1932年4月1日  | 27108 | 9.43              | 62,271  | 6,603                         |
| 天王寺區 |        |      | 1925年4月1日  | 27109 | 4.84              | 81,959  | 16,934                        |
| 浪速區   |        |      | 1925年4月1日  | 27111 | 4.39              | 75,618  | 17,225                        |
| 西淀川區 |        |      | 1925年4月1日  | 27113 | 14.21             | 96,131  | 6,765                         |
| 東淀川區 |        |      | 1925年4月1日  | 27114 | 13.27             | 177,160 | 13,350                        |
| 東成區   |        |      | 1925年4月1日  | 27115 | 4.54              | 83,926  | 18,486                        |
| 生野區   |        |      | 1943年4月1日  | 27116 | 8.37              | 128,835 | 15,392                        |
| 旭區     |        |      | 1932年4月1日  | 27117 | 6.32              | 90,779  | 14,364                        |
| 城東區   |        |      | 1943年4月1日  | 27118 | 8.38              | 168,129 | 20,063                        |
| 阿倍野區 |        |      | 1943年4月1日  | 27119 | 5.98              | 110,883 | 18,542                        |
| 住吉區   |        |      | 1925年4月1日  | 27120 | 9.40              | 152,991 | 16,276                        |
| 東住吉區 |        |      | 1943年4月1日  | 27121 | 9.75              | 127,447 | 13,071                        |
| 西成區   |        |      | 1925年4月1日  | 27122 | 7.37              | 108,114 | 14,669                        |
| 淀川區   |        |      | 1974年7月22日 | 27123 | 12.64             | 183,740 | 14,536                        |
| 鶴見區   |        |      | 1974年7月22日 | 27124 | 8.17              | 111,744 | 13,677                        |
| 住之江區 |        |      | 1974年7月22日 | 27125 | 20.68             | 119,561 | 5,781                         |
| 平野區   |        |      | 1974年7月22日 | 27126 | 15.28             | 191,664 | 12,543                        |
| 北區     |        |      | 1989年2月13日 | 27127 | 10.34             | 139,187 | 13,461                        |
| 中央區   |        |      | 1989年7月22日 | 27128 | 8.87              | 103,681 | 11,689                        |

## 政治

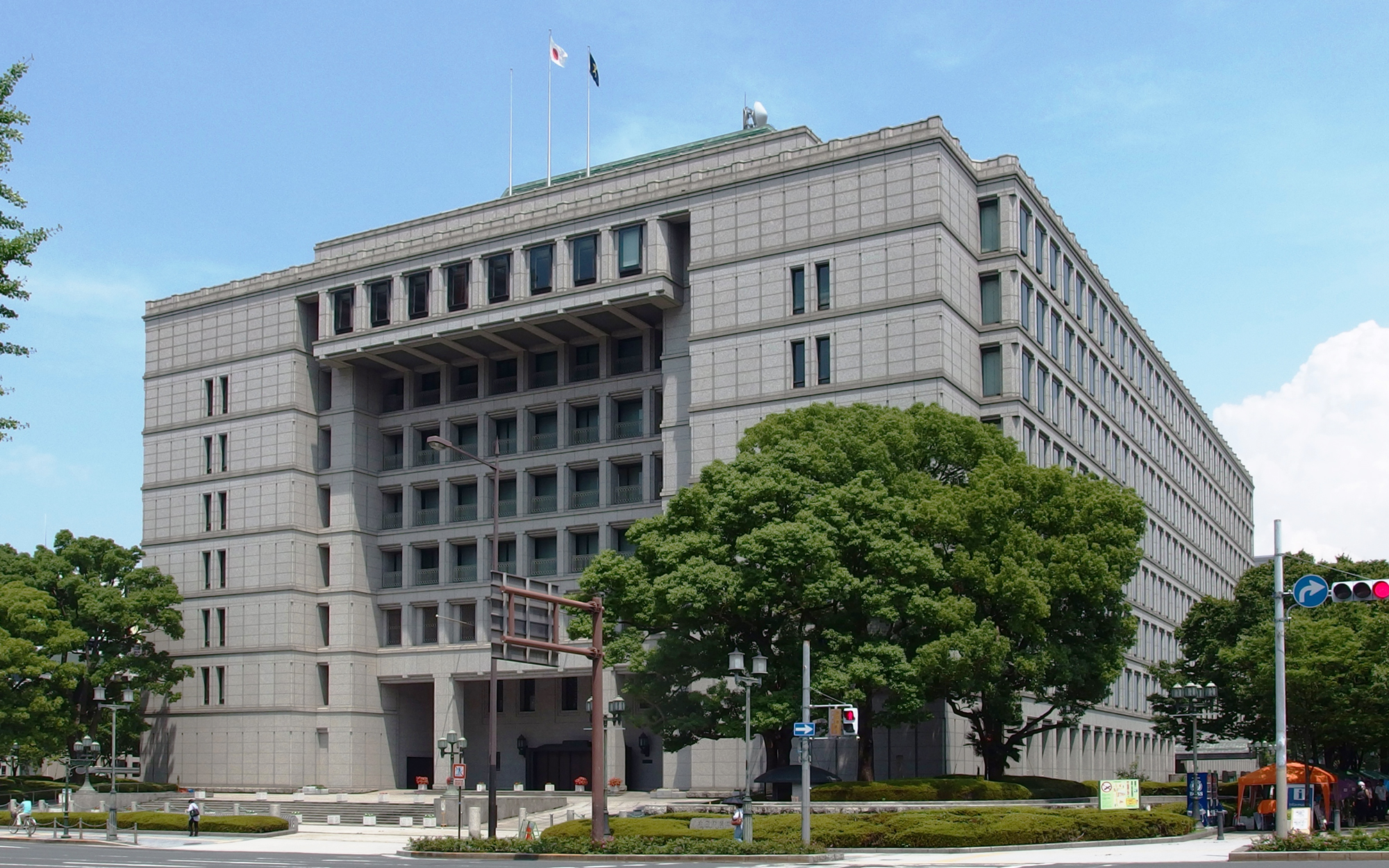
大阪市政府

日本眾議院實施中選區制時，大阪市被分為大阪1區（擁有3席議員）、大阪2區（擁有5席議員）、大阪6區（擁有3席議員）三個選舉區，共計擁有11席國會議員。眾議院選舉改為小選舉區制之後，大阪市被分為大阪1區、大阪2區、大阪3區、大阪4區、大阪5區、大阪6區（亦包括守口市和門真市）六個選區。就得票情況和選舉結果來看，大阪1區、2區和4區屬於都會型選區，雖然自民黨的候選人在這三個選區當選次數最多，但民主黨和維新黨的候選人也有過當選記錄並取得一定支持。而公明黨在大阪3區、5區和6區有極強的勢力，除了2009年眾議院選舉之外，2000年以來這三個選區當選議員均為公明黨候選人。在參議院選舉方面，大阪市屬於大阪府選舉區，擁有8席參議院議員席次。現在日本的主要政黨中，前身為大阪維新會的維新黨是發祥於大阪的政黨，並且也是日本主要政黨中唯一一個總部位於大阪的政黨。而大阪也是日本維新會支持率較高的地區之一。2014年眾議院選舉時，日本維新會的候選人在大阪市六個選區中奪得一個選區的議員席次（算入比例代表當選議員的話則有兩人當選）。但在2017年眾議院選舉時，大阪市內全部議席均被自民黨、公明黨佔據。然而在2021年眾議院選舉時，日本維新會候選人在大阪市內各選區的得票率均超過自民黨，和公明黨瓜分了大阪市內的眾議員議席。
和日本眾多大都市一樣，大阪市在戰後亦曾經歷過革新自治體時期。1947年當選大阪市長的近藤博夫和1963年中馬馨皆為左派人士。2008年，大阪維新會的創辦人橋下徹當選大阪府知事。他和大阪維新會主張地方分權，解決大阪府和大阪市的二重行政帶來的浪費問題，但遭到當時大阪市長平松邦夫的反對。因此橋下在2011年辭去知事職務，參加大阪市長並當選。橋下和大阪維新會主張實施大阪都構想，廢除大阪市和大阪府，將兩者統合為大阪都，解決二重行政的問題。同時實施道州制，使地方能獲得更多的自治權。但橋下的主張遭到自民黨等其他政黨的反對。2015年5月17日，大阪舉辦了決定是否實施大阪都制度的公民投票。反對派獲得50.38%的得票率，以極微弱多數取得過半，大阪都構想因此被否決。不過在2015年11月22日舉行的大阪市長選舉中，大阪維新會支持的吉村洋文當選，顯示大阪市民仍期望能解決行政浪費的問題，對大阪都構想也仍有一定的支持。為推進大阪都構想，同為大阪維新會的大阪市長吉村洋文和大阪府知事松井一郎在2019年雙雙辭職，並交替競選職務。前大阪府知事松井一郎在2019年大阪市長選舉中當選。2020年11月1日，大阪市再次舉辦大阪都構想的公民投票，但仍以約1%差距被否決。2023年，橫山英幸在大阪市長選舉當選大阪市長。在同時舉辦的大阪市議會選舉中，大阪維新會維持了其最大政黨的地位，並且首次取得過半議席。
大阪市的財政狀況極為嚴峻，市債最多時曾超過55,000億日元。近年來在出售資產、削減支出等改革措施的作用下，大阪市的財政狀況略有改善。大阪市政府現在希望通過將大阪市交通局民營化等措施進一步改善財政。

## 經濟

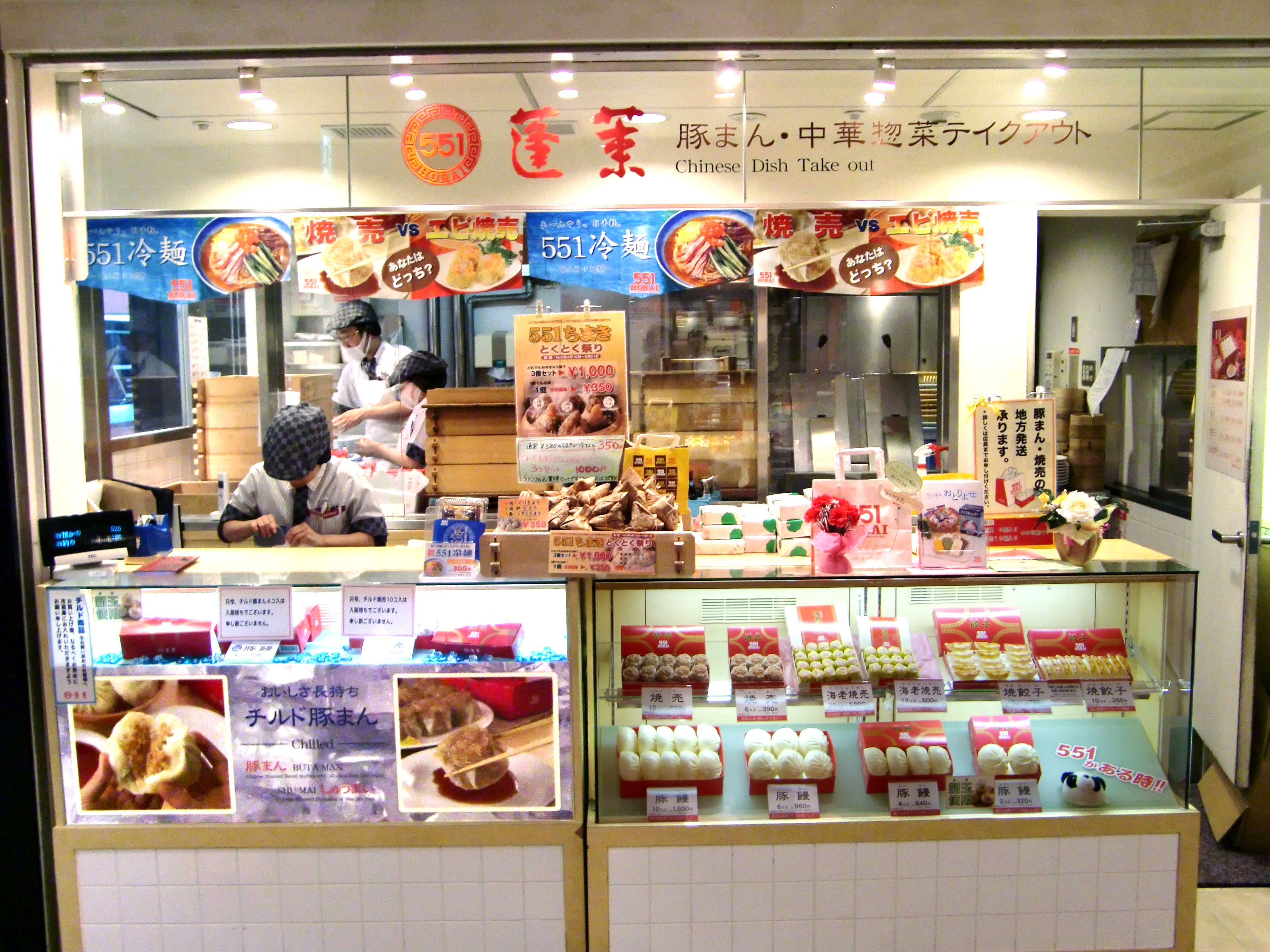
浪速區連鎖中華餐飲店

大阪市經濟發達，是西日本的經濟中心都市。2021年度，大阪市的市內名目生產總值為20兆1,577億日元，比前一年增加5.1%。2021年，大阪市的市民所得約有11兆986億日元，平均每人所得為403.5萬日元。大阪市經濟總量中，農業佔比不足0.1%，工業佔比13.1%，服務業佔比86.2%。大阪市是日本經濟規模第二大的城市，市內生產總值佔大阪府的過半數及近畿地方的約23%，也佔日本總量的近4%，遠超位於第三位的橫濱市，並且和人口幾乎是大阪市兩倍的北海道相當。但另一方面，1980年代之後，大阪的產業轉型和東京相比相對滯後:1-2。現在大阪市也是日本國內經濟成長較慢的地區。

### 農業
大阪市內大部分土地均為工商業用地，農業規模極小。現在大阪市的主要農產品是蔬菜。此外在鶴見區還有花卉種植產業。

### 工業
在明治時代初期，新政府在大阪設置造幣廠和大阪砲兵工廠，使得大阪由江戶時代的商業都市變身為工業都市:74。戰前大阪市所在的阪神工業地帶曾是日本最大的工業區:73-75。1882年，澀澤榮一等實業家在大阪創立大阪紡織會社:9，之後紡織業快速發展，成為大阪在19世紀末期至20世紀初期的大阪的支柱產業，更讓大阪享有「東洋的曼徹斯特」美譽:57-59。然而，近40年大阪市工業呈現逐漸衰退趨勢。大阪市工業在1985年達到頂峰，製造業事業所達35,799家，從業人數37.2萬人；2000年製造業事業所為23,041家，從業人數22.8萬人，2021年製造業事業所為6,580家，從業人數11.4萬人。在大阪的工業結構中，化學、金屬等基礎素材型工業佔大阪市工業產值的比重較大，其中又以金屬製品工業最為突出。就大阪的工業地理來看，需要較多土地的重化學工業和鋼鐵工業主要分佈在大阪灣沿岸地區，而機械等其他產業的工廠則廣泛分佈在市內各地。在1970年代之後，由於工廠三法通過立法導致沿海地區興建大型重化學工廠受限，大阪的工業發展也受到嚴重影響。對此大阪市積極吸引科技廠商在大阪灣沿岸地區設廠，加上服務業的發展，使得大阪灣沿岸的工業結構已發生變化。2020年，大阪市工業品生產額有3兆5,747億日元:7。現在總部位於大阪市的大型工業企業包括樂敦製藥、大金工業、夏普等。此外松下電器等著名企業也是創業於大阪。

### 服務業

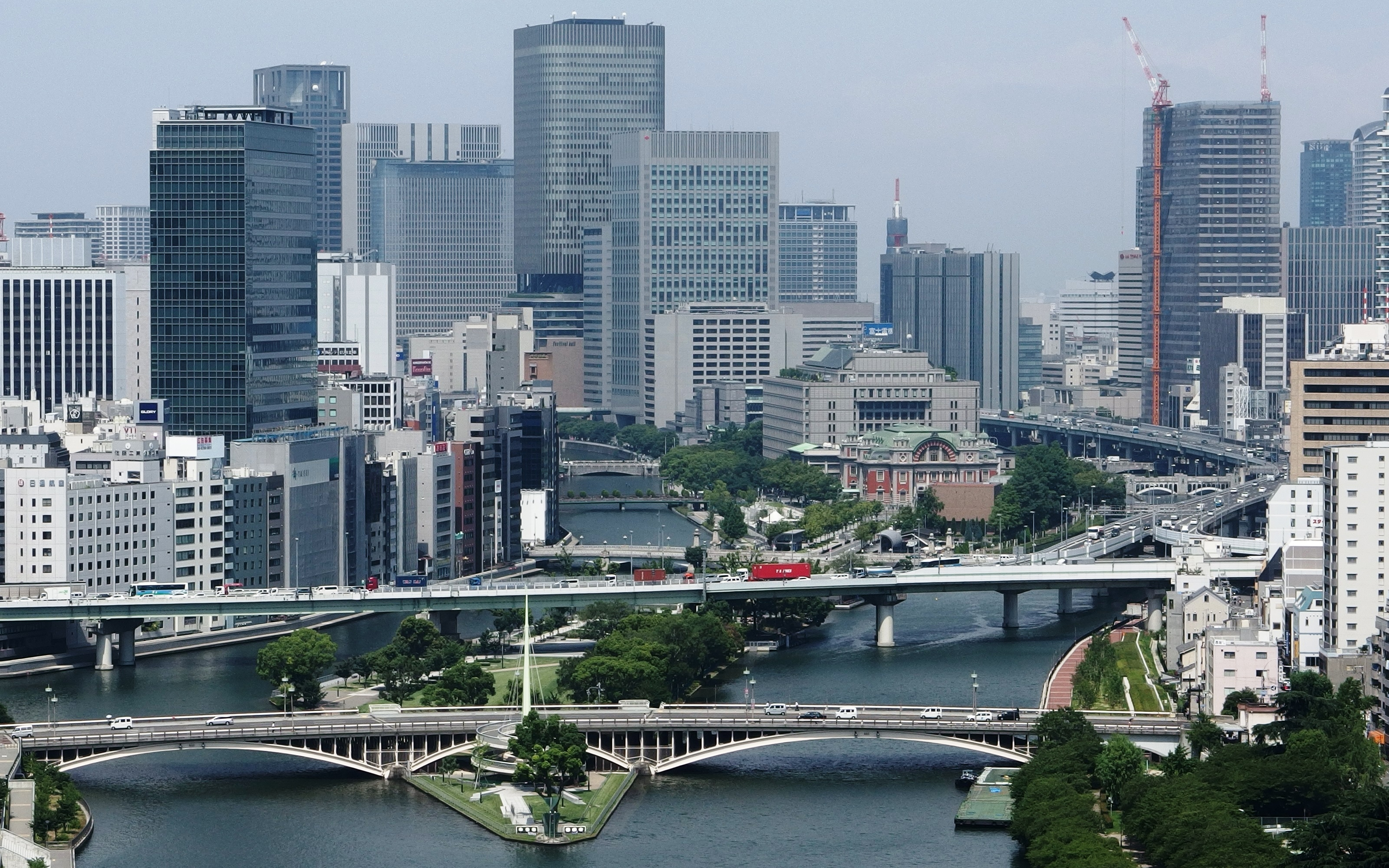
中之島是大阪最重要的商務區

服務業是大阪經濟中佔比重最大的產業，其中又以商業、金融業、信息產業等佔比重較大。大阪市中心的中央區和北區是大阪的中心商務區，集中了眾多企業、政府部門和商業設施:137。北區的中之島集中了日本銀行大阪支店、大阪市政府、住友生命和關西電力等機構和企業。而北濱則擁有大阪交易所和眾多銀行、證券企業，是大阪最大的金融區。這兩個地區可謂是大阪中心商務區中的核心:137。大阪站所在的梅田地區和難波地區是大阪南北兩大商業核心地區，聚集有眾多百貨店等商業設施。而連接這兩大商業區的御堂筋沿途店鋪眾多，亦是繁華的商業區:137-139。1970年代之後，大阪的一些企業和大阪市合作開發位於大阪城附近的大阪商務園區（OBP）為大阪新的企業聚集區，吸引不少企業入駐。但另一方面，自1980年代開始，眾多發祥自大阪的綜合商社將總部搬遷至東京:138，顯示大阪在日本經濟中的地位下降。現在大阪市擁有日本6.5%的大企業總部，遠低於東京的37.1%。大阪自江戶時代開始就以金融業聞名。三和銀行、住友銀行、大和銀行等大型銀行都是起源於大阪。大阪證券交易所於1878年開始交易，和東京證券交易所並為日本歷史最悠久的股票交易所。但金融業現在是往東京集中趨勢最明顯的行業。隨著日本銀行界大整合的進行，現在日本各都市銀行中，僅餘里索那銀行一家將總部設在大阪。大阪證券交易所也在2013年和東京證券交易所合併。現在服務業中的訊息、觀光、環境、健康醫療等產業成為大阪市主要的成長產業。

## 建築

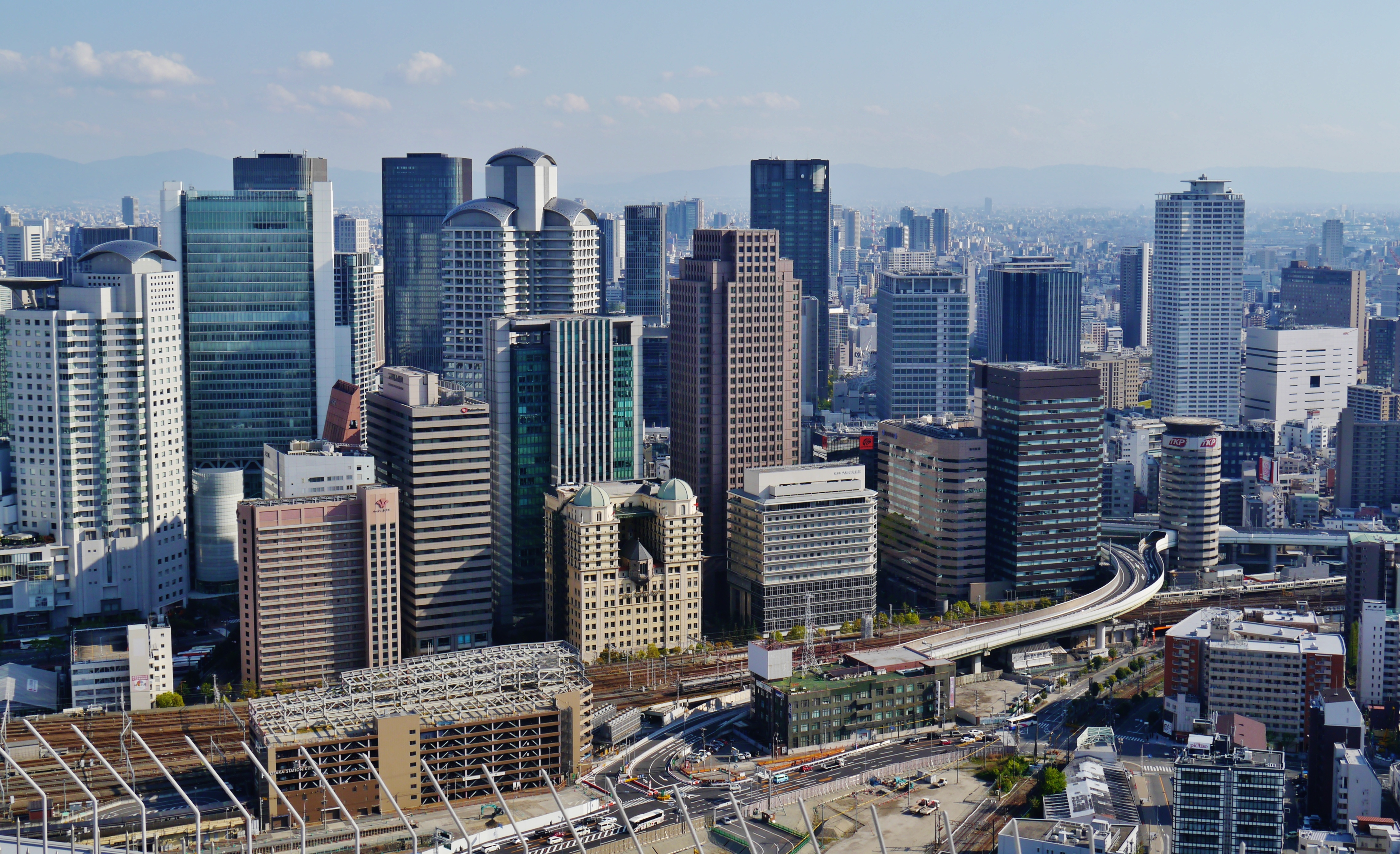
西梅田地區的高層建築

雖然大阪市擁有悠久的歷史，然而由於歷史上的多次戰亂和都市開發，大阪市保留的古代建築並不多。現在大阪市的著名傳統宗教建築中，只有住吉大社本殿建於明治時代之前。住吉大社本殿建於1810年，被指定為日本國寶。本殿的建築風格被稱為「住吉造」，是神社建築史上最古老的特殊樣式。而大阪另一座代表性宗教建築四天王寺在二戰空襲中被毀:26-27，現存建築則修建於戰後時期。大阪城天守閣是大阪的地標，但現在的天守閣實際上是已經是第三代天守閣。豐臣政權時期的大阪城天守閣建於1585年，主色調為黑色，在1615年的大阪夏之陣中被毀。江戶幕府時代的大阪城天守閣則修建於1626年，但在1665年被雷擊後燒毀:30-31。現在的大阪城天守閣修建於昭和初期，主色調和江戶時代的天守閣相同，都是白色，但也融合了豐臣時代大阪城天守閣的建築特徵。大阪的代表性近代建築則多修建於大大阪時期，知名作品有通天閣、大阪市中央公會堂、大阪瓦斯大樓、大大樓（日语：ダイビル (建築物)）等建築。第一代通天閣建於1912年，高75米，外形仿巴黎埃菲爾鐵塔，是當時大阪最高的建築。但第一代通天閣在二戰中被拆毀:18-19。現在的通天閣則修建於1956年。大阪市中央公會堂為一座新文藝復興建築，但亦融合了一些巴洛克式建築的特點，是大阪市西洋式建築的代表。大阪瓦斯大樓由建築家安井武雄設計，是日本著名的裝飾風藝術建築。大大樓竣工於1925年，是日本大正時期代表性的辦公樓建築。眾多的超高層建築則是今日大阪建築的象徵。大阪摩天大樓最密集的地區是在西梅田的大阪花園城。除了西梅田之外，中之島、大阪商務園也是大阪摩天大樓較多的地區。2014年，阿倍野Harukas開業，其高度達到300米，是現在日本第二高的大樓。大阪市其他代表性的超高層建築物還有大阪府咲洲廳舍、梅田藍天大廈等大樓。

## 文化

### 文學
大阪市文學史可以追溯至奈良時代。在日本古典文學名著《万葉集》中，就有關於大阪的記述。中世紀時期大阪最著名的文學家是以俳諧聞名的井原西鶴（代表作品是《好色一代男》）和劇作家近松門左衛門（代表作品有《曾根崎情死》和《國性爺合戰》）。進入明治時期以後，大阪最著名的作家有姓名被用來冠名日本兩大文學獎之一的「直木賞」的直木三十五；以描寫大阪庶民生活聞名織田作之助（代表作為《夫婦善哉》）；日本首位諾貝爾文學獎得主川端康成；懸疑小說作家東野圭吾；社會派作家山崎豐子；日本歷史小說泰斗司馬遼太郎。此外大阪還有眾多直木賞和芥川賞得主。現在大阪更有專門培育文學人的大阪文學學校。亦有許多作家雖然不是大阪人，但與大阪有密不可分的關係，並且留下以大阪為舞台的作品，如谷崎潤一郎。

### 方言
大阪地區的日語方言被稱為大阪方言，是日本使用者最多的日語方言之一，亦是近畿方言中最具代表性的方言。過去大阪市內方言亦因市民的職業不同而有區別，但隨著市內各地交流的頻繁，大阪市內方言已趨於統一:47。大阪方言的發音特徵有輔音發音較弱、元音則發音較強；較多使用撥音（ん）等。由於大阪文化發達，因此大阪方言通過各類媒體傳播至日本全國，更對標準日語產生影響，顯示大阪方言是日語方言中活力較強的方言。

### 表演藝術

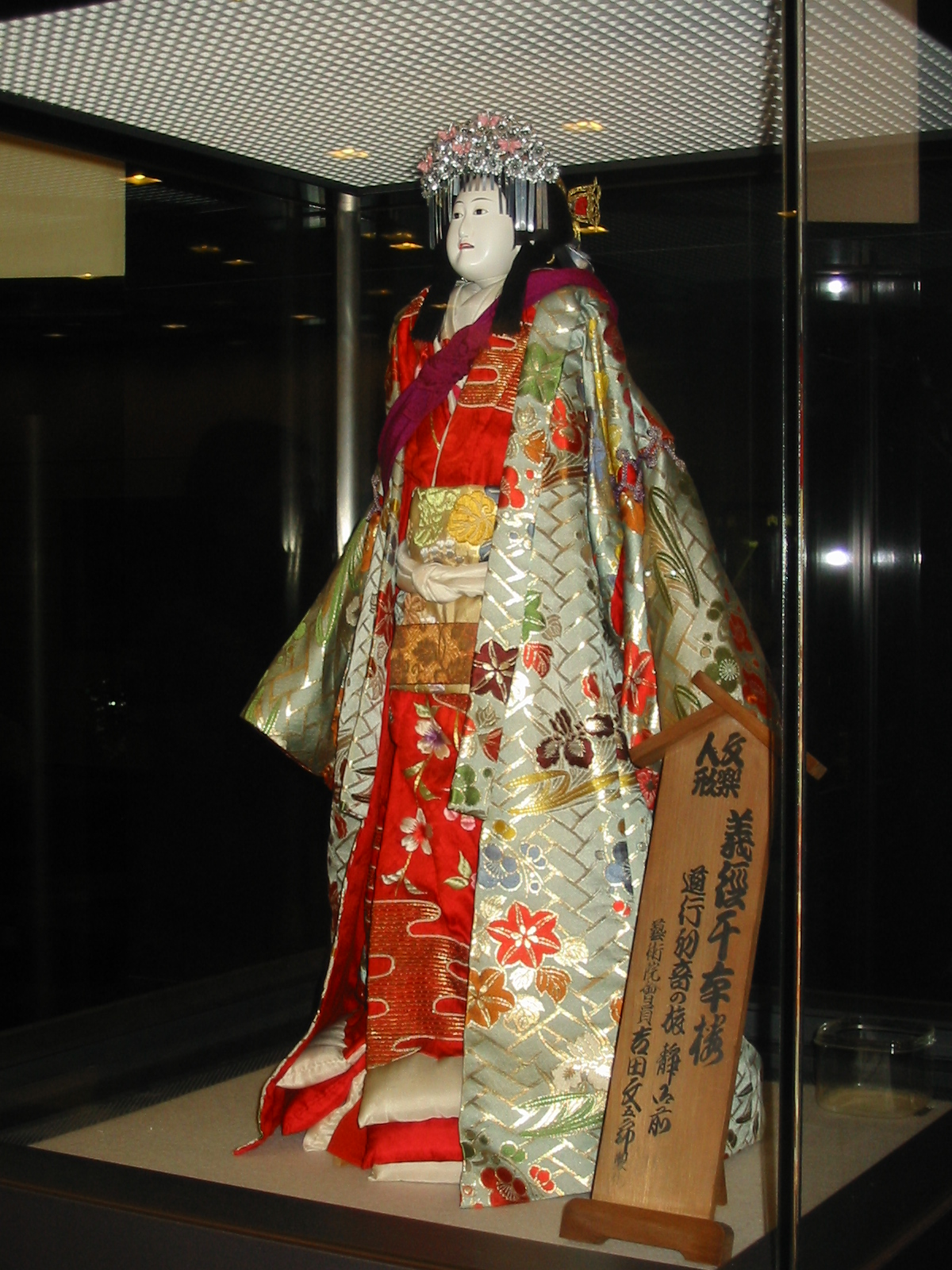
文樂人形

江戶時代，大阪市作為上方文化的發源地，傳統表演藝術特別發達，其中最為著名的是人形浄瑠璃（文樂）、歌舞伎、狂言、能劇和上方落語。文樂起源於江戶時代初期，在戰後一度面臨消失，但在文樂協會的努力下，文樂實現復興，現在大阪的國立文樂劇場定期舉辦文樂公演。2003年，「人形浄瑠璃文樂」成為聯合國非物質文化遺產。能劇和狂言都起源自猿樂，也是開始於日本中世時期的傳統表演藝術。道頓堀的松竹座則是大阪歌舞伎的表演中心。上方落語起源於江戶時代中期，在江戶時代就是人氣極高的娛樂活動。戰後雖然一度陷入低潮，但在年輕藝人的努力下，上方落語已經重現生機，並且開始在電視和廣播上演出。同時在戰後，漫才取代落語成為大阪最受歡迎的語言表演藝術。大阪的吉本興業和松竹藝能培育出眾多搞笑藝人，兩者之間也展開了激烈的競爭。

### 美術及工藝品
江戶時代，大阪美術界的代表性人物有與謝蕪村和木村蒹葭堂。大阪主要的近代、現代美術家則有深受法國美術影響的畫家佐伯祐三、抽象畫家吉原治良、作品充滿現代風格的版畫家石川晃治。大阪市有國立國際美術館、大阪市立美術館等美術館收藏大阪及各國美術家的美術品。江戶時代發達的經濟亦促進大阪工藝品界的發展。大阪市具代表性的工藝品包括大阪唐木（指紫檀、黒檀、花梨、鐵刀木等原產東南亞的木材）家具、佛壇、錫器、三味線、銅器、太鼓等。

### 節慶活動
大阪市節慶活動眾多，其中最著名的是天神祭。天神祭於舉辦時間是每年的6月下旬至7月25日，時間可長達一個月，和京都的祇園祭、東京的神田祭並列為日本三大祭之一。天神祭起源自安土桃山時代，自江戶時代開始規模日趨盛大，成為日本三大祭之一。在天神祭的所有活動中，以7月24日的鉾流神事和7月25日的陸渡御、船渡御、花火大會活動規模最為盛大。除了天神祭之外，生玉夏祭和住吉祭也被稱為大阪夏季三大祭之一。

章魚燒是大阪美食的代表

### 飲食
日本有「京都人為衣服而破產，大阪人為美食而破產」（京の着倒れ、大阪の食い倒れ）的諺語，可見大阪人對美食的執著度。豐富的食材使得大阪成為日本飲食文化最發達的城市之一，有眾多日本料理，例如迴轉壽司就是起源自大阪。大阪飲食文化的特徵之一是口味較為清淡，多使用味道較淡的醬油和日式上湯。大阪市在擁有眾多高級料亭的同時，亦擁有諸如章魚燒、御好燒、串炸等這樣普及至社會各階層的小吃。

### 媒體
大阪和東京並為日本媒體業的中心都市，日本五大全國性報紙中，朝日新聞（前身是大阪朝日新聞）、每日新聞（前身之一是大阪每日新聞）和產經新聞都是發祥自大阪。現在除了這三份報紙之外，讀賣新聞和日本經濟新聞這兩份全國性報紙也有在大阪發行。大阪主要的廣播電台包括大阪放送、FM大阪等電台。電視方面，NHK大阪放送局是日本放送協會（NHK）在大阪的節目製播機構，也是NHK在東京之外最大的放送局。大阪還有每日放送（MBS，屬JNN系列）、朝日放送（ABC，屬ANN系列）、大阪電視台（TVO，屬TXN系列）、關西電視台（KTV，屬FNN系列）、讀賣電視台（ytv，屬NNN系列）五家電視台。這五家電視台均是其所屬聯播網中的第二大電視台，不僅製播眾多面向關西地區的節目，一些節目更通過聯播網在日本全國播出。

### 體育
棒球和足球是大阪最受歡迎的體育運動。現在日本職棒的球隊中，歐力士野牛將主場球場設在位於大阪的大阪巨蛋，是唯一一支主場位於大阪的球隊。另外阪神虎雖然主場球場「阪神甲子園球場」位於大阪附近的兵庫縣，但在大阪亦擁有眾多球迷，和歐力士野牛並為關西地區的兩大職棒球隊。在J聯賽中，大阪櫻花是唯一一支主場位於大阪市的球隊，主場為長居陸上競技場。大阪櫻花培養出香川真司等日本知名的足球運動員，多次躋身聯賽排名前列，是J聯賽強隊之一。此外大阪飛腳雖然主場位於大阪郊外的吹田市，但使用「大阪」作為球隊名稱，在大阪市亦有眾多支持者。大阪櫻花和大阪飛腳之間的比賽也被稱為大阪德比。大阪惠比須神為B聯賽體系中唯一一支主場位於大阪市的球隊。此外，大阪也多次舉辦國際性體育賽事。2002年，大阪是世界盃足球賽的會場之一。2007年，大阪市舉辦了世界田徑錦標賽。大阪也是相撲盛行的地方，在近代日本關東關西相撲合併前，大阪相撲有自己的橫綱，每年3月場所也在大阪舉行。

## 教育

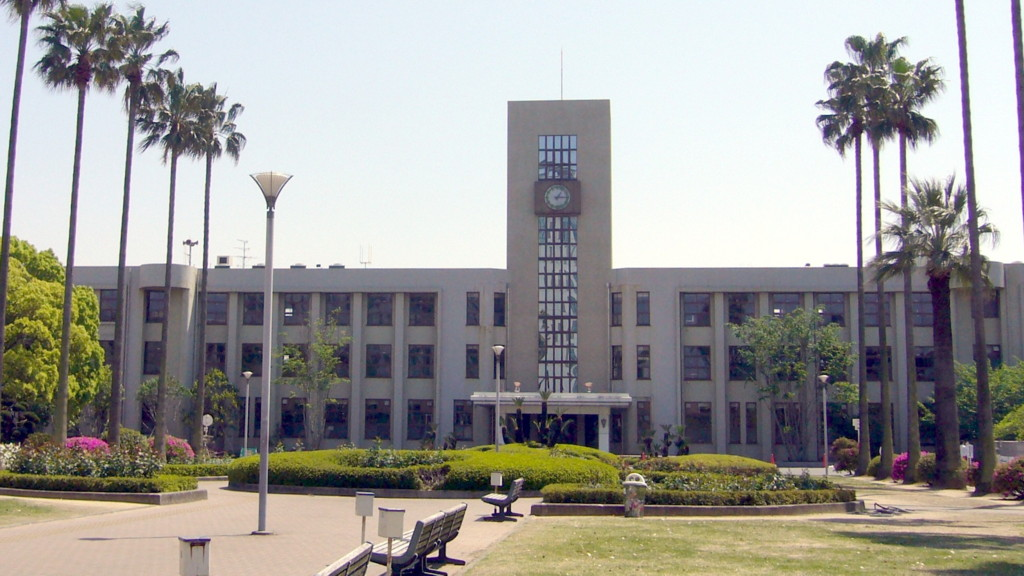
大阪市立大學

和日本其他大都市相比，大阪市是大學數量和大學生人口比例較少的地區。2019年時，在大阪市的大學和短期大學就讀的大學生有31,610人，人均大學數在政令指定都市中位居倒數第四，人均大學生人口數更是排名最後一位。大阪市內過去曾有眾多大學，但由於大阪市區面積狹小，加上工場等制限法的限制，眾多大學相繼搬遷至大阪市以外的地區。但仍有不少大學在大阪市內設置衛星校區。現在大阪市內有大阪教育大學（天王寺校區）和大阪市立大學兩座國公立大學，以及大阪經濟大學、大阪工業大學等私立大學，共計擁有11所大學。大阪市立大學於2022年和大阪府立大學統合為大阪公立大學。
在發祥自大阪但現在搬遷至大阪市郊外的大學中，則是以大阪大學、大阪府立大學、關西大學規模較大。其中大阪大學名列日本本土的七所舊帝國大學之列，現在仍是日本教學和研究水準最高的大學之一。關西大學是具有知名度的「關關同立」私立大學之一。在義務教育和中等教育方面，2021年大阪市有296所小學、154所初中和93所高中。

## 觀光

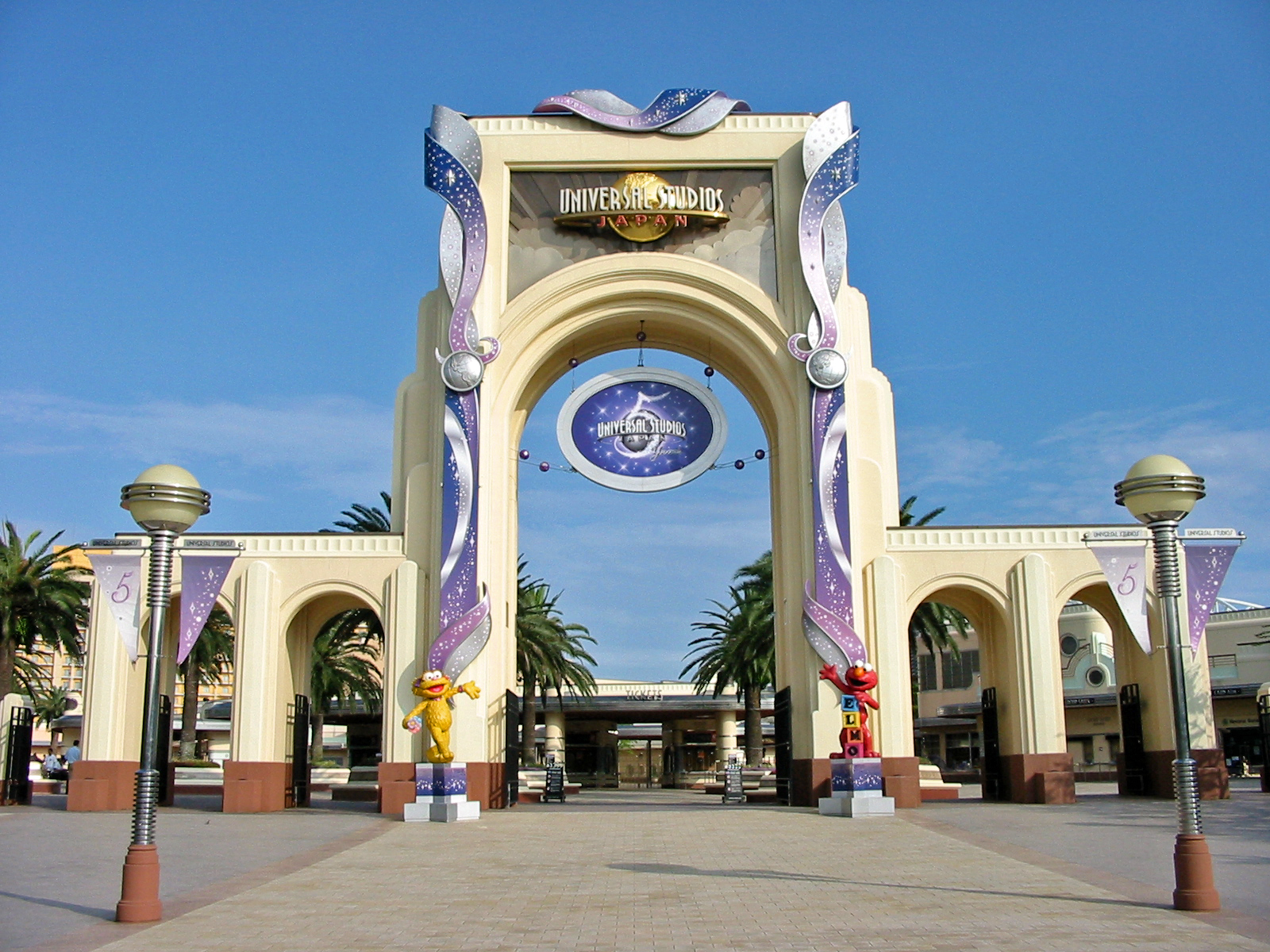
日本環球影城正門

大阪市擁有眾多的觀光資源，是日本重要的旅遊都市。2024年，在各都道府縣中，大阪府旅客數排名第二位，僅次於東京都。大阪歷史悠久，市內也曾有不少歷史建築。雖然不少在戰亂中被毀，但有一些古建築已在近代重建。大阪市的主要傳統建築和古蹟包括大阪城天守閣、難波宮遺跡、住吉大社、大阪天滿宮和四天王寺。其中住吉大社更被定為日本國寶。大阪城附近的大阪城公園也是賞櫻的聖地，被評為日本百大賞櫻名所之一。通天閣及其附近的新世界一帶以懷舊風情而聞名。新世界的小吃和劇場等表演藝術使得這一地區成為大阪庶民文化最發達的地區之一。大阪眾多的超高層建築也吸引了不少遊客，其中日本第二高的摩天大樓阿倍野Harukas和擁有空中庭園的梅田藍天大廈堪稱大阪南北的兩大地標。
大阪擁有眾多規模不一、各具特色的商店，是一座適合購物的都市。大阪主要的百貨商店多集中在兩大交通樞紐梅田、難波一帶，而梅田和難波之間的心齋橋商店街則聚集了眾多中小店鋪和品牌旗艦店，是大阪的主要購物區。大阪灣沿岸一帶在過去曾是工業地帶，但現在已經變身為大阪最大的觀光區，這一地區主要的觀光景點主要分佈在天保山一帶。天保山是日本海拔高度最低的山峰，附近有大摩天輪和海遊館等景點。海遊館開業於1990年，無論規模還是遊客數都是日本前列的水族館。大阪灣沿岸的另一著名景點是日本環球影城開業於2001年，內有八個遊樂園區。2014年7月，日本環球影城新開闢了哈利波特遊覽區，成為大阪觀光的新熱點。根據美國主題娛樂協會（Themed Entertainment Association）統計，2023年日本環球影城入場人數達1,600萬人，連續兩年超越東京迪士尼樂園，是日本入場者數最多的主題樂園；在全球排名第三，位於美國佛羅里達州神奇王國、加州迪士尼樂園度假區之後。大阪市有各種不同類型的博物館，其中規模較大的有大阪市立科學館、大阪歷史博物館等。

## 交通
大阪市在古代地處陸上交通和海上交通的交點，在日本古代交通網中有樞紐的地位。經由瀨戶內海前往九州、四國等西日本地區的船舶和前往東北地方、北海道的北前船都是以大阪為起點。現在大阪市也是西日本的交通中心。大阪市內沒有機場，距離大阪市最近的兩個主要機場是大阪國際機場（位於大阪府池田市、豐中市以及兵庫縣伊丹市交界）和關西國際機場（位於大阪府泉佐野市）。

### 鐵路

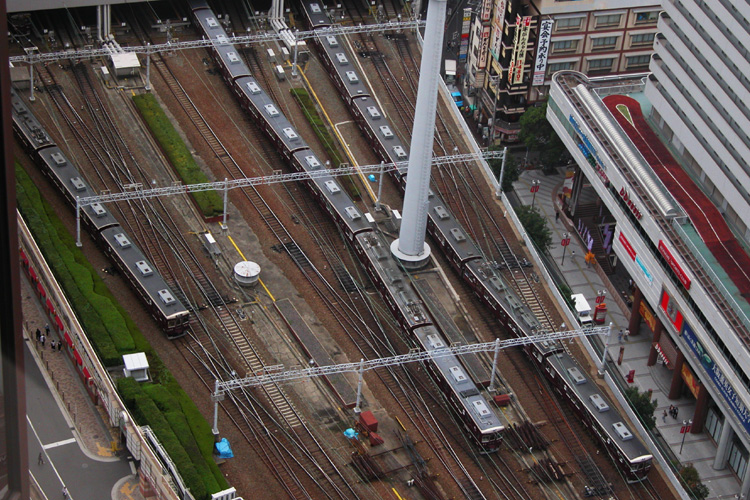
阪急梅田站三輛列車同時發車的景象

新幹線是大阪市主要的聯外交通手段之一。新大阪站既是東海道新幹線的終點，也是山陽新幹線的起點。市內鐵路交通方面，北部的大阪站-梅田站地區和南部的難波站地區是大阪市的兩大鐵路交通樞紐地區。西日本旅客鐵道（JR西日本）的總部位於大阪，也是大阪最大的鐵路公司。JR西日本的大阪環状線是大阪的交通大動脈，而大阪環狀線、JR京都線、JR神戶線等主要線路匯集的大阪站是JR西日本在大阪客流量最大的車站。JR西日本在大阪的其他鐵路線包括櫻島線、JR寶塚線、JR東西線、片町線（學研都市線）、大阪東線、關西本線（大和路線）、阪和線。關西的五家大手私鐵公司均以大阪作為列車運行中心。梅田站是阪神電氣鐵道和阪急電鐵的樞紐車站。阪神電氣鐵道在大阪營運阪神本線和阪神難波線兩條路線，主要服務大阪和神戶之間的乘客；阪急電鐵則營運神戶線、寶塚線、京都線、千里線四條路線，覆蓋範圍包括阪神間地區、大阪府北部和京都府南部。京阪電氣鐵道在大阪的據點是京橋站，營運京阪本線和中之島線兩條路線，主要服務大阪和京都之間的乘客。難波站則是近畿日本鐵道和南海電氣鐵道在大阪的樞紐車站。近畿日本鐵道在大阪市擁有奈良線、大阪線、南大阪線三條路線，主要服務大阪和奈良、東海地方之間的乘客。南海電氣鐵道則在大阪市擁有南海本線、高野線兩條路線，主要服務範圍是大阪府南部和和歌山縣北部地區。南海的子公司阪堺電氣軌道也在大阪擁有阪堺線和上町線兩條路線，是連接大阪市和堺市之間重要的交通方式。
大阪市的地鐵原本由大阪市交通局運營。因大阪市政府推動市營交通民營化並廢除大阪市交通局，2018年起，大阪的地铁由大阪市高速电气轨道运营，通稱「Osaka Metro」。地鐵是大阪市的交通大動脈，現在包括了御堂筋線、谷町線、四橋線、中央線、千日前線、堺筋線、長堀鶴見綠地線、南港港城線、今里筋線等9條路線，其中以御堂筋線乘客數最多。

### 街道及公車
大阪市的街道呈現類似棋盤的路網，非常整齊。2025年1月時大阪市總共有多達11,864條街道，總長度3,676公里（不含高速公路）。大阪市內的主要街道中，南北方向的道路被稱為「筋」，東西方向的道路被稱為「通」。大阪市現在的主要街道包括浪速筋、御堂筋、堺筋、曾根崎通、本町通、中央大通、千日前通等道路。其中御堂筋因其銀杏街道樹和沿線高度整齊劃一的建築而成為大阪的代表性景觀。此外，大阪和神戶之間還有阪神高速道路連接。
大阪市內的公車幾乎都由大阪城市巴士運行。大阪城市巴士的前身是大阪市營巴士，當時由大阪市交通局經營，是日本最大的公車系統之一。公車擁有兩種塗裝，普通公車為白底加綠色條紋，而使用混合動力及使用天然氣的環保型公車為白底加藍色條紋。2017年時，大阪市營公車的總營業里程數達到439.8公里，擁有車輛數達530輛。截至2025年，大阪市營公車無論乘車距離長短，票價均為成人210日元，兒童110日元。2017年，大阪市營巴士的業務由大阪城市巴士繼承。現在大阪城市巴士共有93條路線。

### 港口

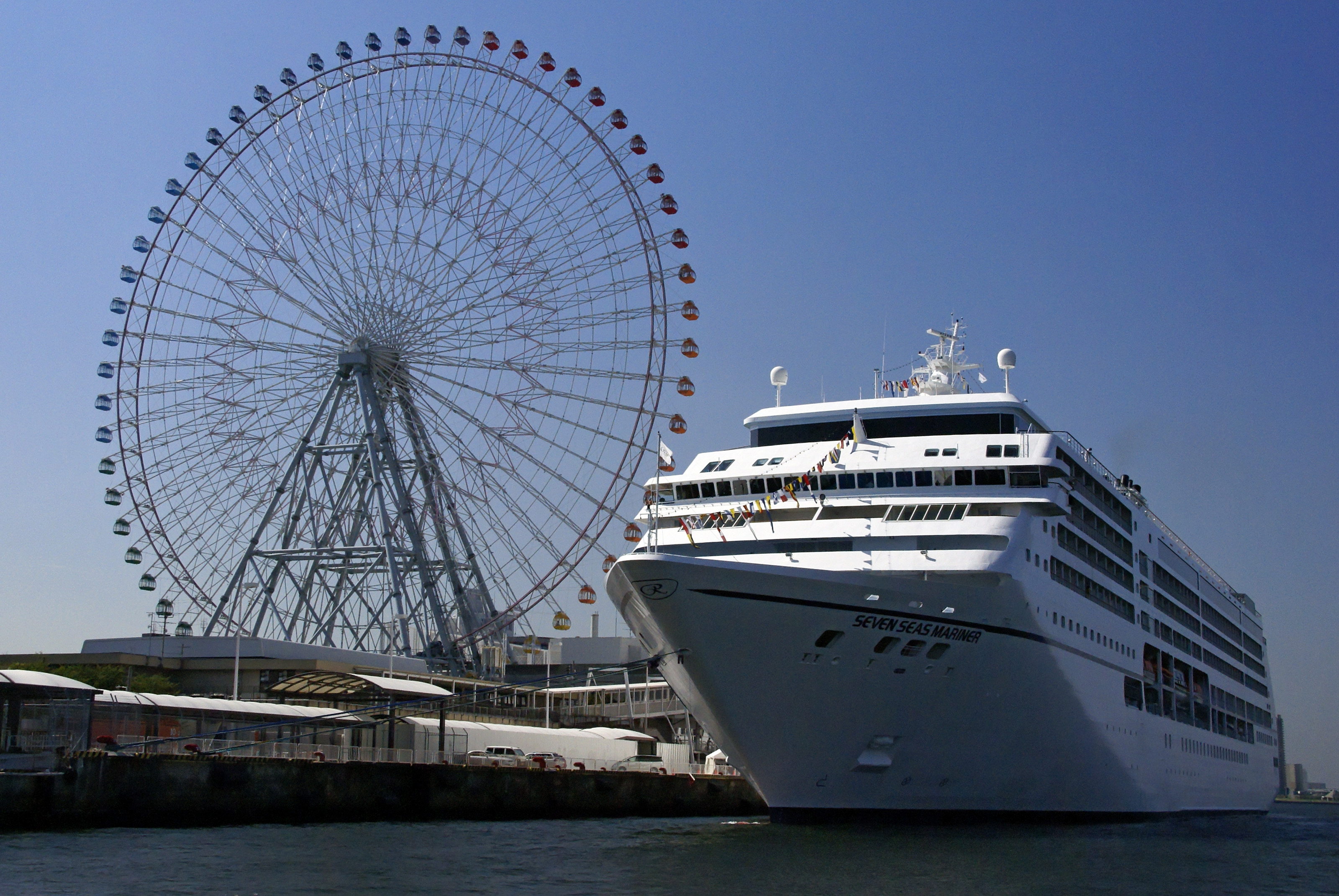
大阪港

大阪港位於大阪市此花區、港區、大正區、住之江區的沿海一帶，是日本主要的國際貿易港之一。大阪港和附近的神戶港均被指定為超級中樞港灣，在地理上大阪港已和附近的神戶港、尼崎西宮蘆屋港、堺泉北港連為一體，這些港口也被合稱為阪神港。現在的大阪港始建於明治時期，在戰前就經歷了多次擴張。1939年時，大阪港曾是當時日本最大的貨物港。二戰中雖然大阪港嚴重受損，但戰後很快復興，港口面積也通過填海等方式數次擴大。2022年時，大阪港是日本第五大外貿集裝箱港，位居東京、橫濱、神戶、名古屋之後，處理集裝箱數239.2萬TEU。2023年，大阪港總共進出口貨物達8,249.9萬噸。大阪港也是一座重要的客運港，有眾多客輪自大阪港出發前往日本西部和南部。大阪港還擁有日本最大的客運碼頭，也有不少郵輪停靠大阪港。

## 國際交往
大阪的國際交往歷史悠久，在奈良時代就有隋朝使節裴世清到達難波京的記錄。近代時期，大阪又是日本最早對外開放的城市之一。2023年，大阪是日本所有城市中舉辦國際會議次數第五多的城市，位於東京、京都、橫濱、福岡之後:9。現在有15個國家在大阪設有總領事館，總數僅次於東京，位居日本第二。並且還有多個國家在大阪設有名譽總領事館和名譽領事館。

### 姊妹城市
大阪市和以下城市是姊妹城市：
| 國家           | 城市                 | 締結日期       | 備註     |
| -------------- | -------------------- | -------------- | -------- |
| 巴西           | 聖保羅（聖保羅州）   | 1969年10月27日 | 姊妹都市 |
| 美国           | 芝加哥（伊利諾伊州） | 1973年11月9日  | 夥伴都市 |
| 中华人民共和国 | 上海市               | 1974年4月18日  | 友好都市 |
|                | 墨爾本（維多利亞州） | 1978年4月24日  | 姊妹都市 |
| 俄羅斯         | 聖彼得堡             | 1979年8月16日  | 姊妹都市 |
| 義大利         | 米蘭（倫巴第大區）   | 1981年6月8日   | 姊妹都市 |
| 德国           | 漢堡                 | 1989年5月11日  | 姊妹都市 |

大阪市和美國加利福尼亞州舊金山在1957年10月7日成為姊妹都市，直至舊金山決定在公眾場合設置少女像紀念第二次世界大戰期間遭日本強徵的慰安婦，大阪市一方在施壓不果後於2017年11月決定解除兩者的姊妹都市關係。

### 引用
1. ↑  . .   [2014-09-08]. （原始内容存档于2013-12-03）.（日語）
2. ↑  . .   [2014-09-08]. （原始内容存档于2014-08-17）.（日語）
3. ↑   (PDF). .   [2014-09-10]. （原始内容存档 (PDF)于2014-09-12）.（日語）
4. ↑  . .   [2014-09-08]. （原始内容存档于2014-09-12）.（日語）
5. ↑  . .   [2014-09-08]. （原始内容存档于2014-09-12）.（日語）
6. ↑  . .   [2014-09-08]. （原始内容存档于2014-09-12）.（日語）
7. ↑  . .   [2014-09-08]. （原始内容存档于2014-09-12）.（日語）
8. ↑   (PDF). Kearney.   [2025-07-31].（英文）
9. ↑   (PDF). THE MORI MEMORIAL FOUNDATION.   [2025-07-31].（英文）
10. ↑  . .   [2014-09-08]. （原始内容存档于2013-07-02）.（日語）
11. ↑  . .   [2014-09-08]. （原始内容存档于2014-09-12）.（日語）
12. ↑   (PDF). .   [2014-09-09]. （原始内容存档 (PDF)于2014-09-12）.（日語）
13. 1 2 3 4 5 6 7 8  .  . 東京都: . 2006. ISBN 4-254-16768-7.（日語）
14. ↑  . .   [2014-09-09]. （原始内容存档于2014-09-12）.（日語）
15. ↑  . .   [2014-09-09]. （原始内容存档于2012-04-05）.（日語）
16. ↑  . .   [2014-09-09]. （原始内容存档于2014-09-12）.（日語）
17. ↑  . .   [2017-11-02]. （原始内容存档于2017-07-23）.（日語）
18. ↑  . .   [2014-09-09]. （原始内容存档于2014-09-12）.（日語）
19. ↑  . .   [2014-09-09]. （原始内容存档于2014-01-18）.（日語）
20. ↑  . .   [2014-09-09]. （原始内容存档于2013-08-01）.（日語）
21. ↑  . .   [2014-09-09]. （原始内容存档于2013-03-27）.（日語）
22. 1 2 3  .  . 東京都: . 2006. ISBN 4-7722-3054-8.（日語）
23. ↑  . .   [2014-09-09]. （原始内容存档于2014-12-11）.（日語）
24. ↑  . .   [2014-09-09]. （原始内容存档于2015-09-17）.（日語）
25. ↑  . .   [2014-09-09]. （原始内容存档于2015-03-12）.（日語）
26. ↑  .  . 東京都: . 2011. ISBN 978-4-89434-791-5.（日語）
27. 1 2 3 4  . .   [2014-09-08]. （原始内容存档于2014-09-12）.（日語）
28. 1 2  . .   [2014-09-09]. （原始内容存档于2014-08-12）.（日語）
29. ↑  . .   [2017-11-02]. （原始内容存档于2018-03-27）.（日語）
30. ↑  . .   [2014-09-09]. （原始内容存档于2014-09-12）.（日語）
31. ↑  . .   [2014-09-09]. （原始内容存档于2014-08-17）.（日語）
32. ↑   (PDF). .   [2014-09-09]. （原始内容 (PDF)存档于2016-03-05）.（日語）
33. ↑  . .   [2019-01-21]. （原始内容存档于2019-01-23）.（日語）
34. ↑  . .   [2019-01-21]. （原始内容存档于2020-08-27）.（日語）
35. ↑  . .   [2014-09-09]. （原始内容存档于2015-12-22）.（日語）
36. 1 2  . .   [2014-09-09]. （原始内容存档于2014-10-23）.（日語）
37. ↑  . .   [2014-09-09]. （原始内容存档于2014-09-12）.（日語）
38. ↑   (PDF). .   [2014-09-09]. （原始内容 (PDF)存档于2014-09-12）.（日語）
39. ↑  . .   [2014-09-09]. （原始内容存档于2014-09-12）.（日語）
40. ↑  . .   [2014-09-09]. （原始内容存档于2014-10-12）.（日語）
41. ↑  . .   [2014-09-09]. （原始内容存档于2014-09-12）.（日語）
42. 1 2 3 4  .  . 大阪府: . 2010. ISBN 978-4872592160.（日語）
43. 1 2  . .   [2014-09-09]. （原始内容存档于2014-09-12）.（日語）
44. ↑  . .   [2014-09-09]. （原始内容存档于2014-11-30）.（日語）
45. ↑  . .   [2014-09-09]. （原始内容存档于2013-07-19）.（日語）
46. ↑  . .   [2014-09-09]. （原始内容存档于2014-09-12）.（日語）
47. ↑  . .   [2014-09-09]. （原始内容存档于2014-09-12）.（日語）
48. 1 2  . .   [2014-09-09]. （原始内容存档于2014-09-12）.（日語）
49. ↑  . .   [2014-09-09]. （原始内容存档于2014-09-08）.（日語）
50. ↑  . .   [2014-09-09]. （原始内容存档于2014-09-12）.（日語）
51. ↑  . .   [2014-09-09]. （原始内容存档于2014-10-21）.（日語）
52. 1 2 3 4 5  .  . 大阪府: . 2009. ISBN 978-4872592146.（日語）
53. ↑  . .   [2014-09-10]. （原始内容存档于2014-09-12）.（日語）
54. ↑  . .   [2014-09-09]. （原始内容存档于2015-02-20）.（日語）
55. 1 2  . .   [2014-09-09]. （原始内容存档于2014-10-12）.（日語）
56. ↑  .  . 大阪府: . 2009. ISBN 4-7924-0614-5.（日語）
57. ↑  . .   [2014-09-09]. （原始内容存档于2014-09-12）.（日語）
58. ↑  . .   [2014-09-09]. （原始内容存档于2014-09-06）.（日語）
59. 1 2 3  .  . 大阪府: . 1999. ISBN 978-4422201382.（日語）
60. ↑  . .   [2014-09-09]. （原始内容存档于2014-09-12）.（日語）
61. ↑   (PDF). .   [2014-09-09]. （原始内容 (PDF)存档于2015-09-24）.（日語）
62. ↑  . .   [2014-09-09]. （原始内容存档于2014-08-19）.（日語）
63. ↑   (PDF). .   [2014-09-09]. （原始内容存档 (PDF)于2014-09-12）.（日語）
64. ↑   (PDF). .   [2014-09-09]. （原始内容存档 (PDF)于2014-09-12）.（日語）
65. ↑   (PDF). .   [2014-09-09]. （原始内容存档 (PDF)于2014-09-12）.（日語）
66. ↑  . .   [2014-09-09]. （原始内容存档于2014-09-12）.（日語）
67. ↑  . .   [2014-09-09]. （原始内容存档于2014-09-12）.（日語）
68. ↑  . .   [2019-02-25]. （原始内容存档于2019-02-16） （日语）.
69. 1 2  .  . . 1984-09: 48–63.（日語）
70. ↑   (PDF). .   [2014-09-09]. （原始内容 (PDF)存档于2014-09-12）.（日語）
71. 1 2 3 4  . .   [2014-09-09]. （原始内容存档于2014-08-02）.（日語）
72. ↑   (PDF). .   [2014-09-09]. （原始内容存档 (PDF)于2014-09-12）.（日語）
73. 1 2 3 4  . .   [2014-09-09]. （原始内容存档于2014-09-12）.（日語）
74. ↑   (PDF). .   [2014-09-10]. （原始内容存档 (PDF)于2014-09-12）.
75. ↑  . 大阪市. 大阪市役所.   [2025-07-31].（日語）
76. ↑   (PDF). .   [2014-09-10]. （原始内容 (PDF)存档于2014-09-12）.（日語）
77. ↑  . 大阪市. 大阪市役所.   [2025-07-31].（日語）
78. 1 2   (PDF). .   [2014-09-09]. （原始内容 (PDF)存档于2014-09-12）.（日語）
79. ↑  . 大阪市. 大阪市役所.   [2025-07-31].（日語）
80. ↑   (PDF). 大阪市. 大阪市役所.   [2025-07-31].（日語）
81. 1 2  . .   [2014-09-10]. （原始内容存档于2014-09-12）.（日語）
82. ↑  . .   [2014-09-10]. （原始内容存档于2014-09-12）.（日語）
83. ↑  . .   [2014-09-10]. （原始内容存档于2014-09-12）.（日語）
84. ↑  . .   [2014-09-10]. （原始内容存档于2014-09-12）.（日語）
85. ↑  . .   [2014-09-10]. （原始内容存档于2014-09-12）.（日語）
86. ↑   （页面存档备份，存于）. .   [2021-09-15]. 原始内容存档于2021-09-24.（日語）
87. ↑  . .   [2014-09-10]. （原始内容存档于2014-09-08）.（日語）
88. ↑  . .   [2014-09-10]. （原始内容存档于2014-09-12）.（日語）
89. 1 2  . .   [2014-09-10]. （原始内容存档于2014-09-12）.（日語）
90. ↑  . .   [2014-09-10]. （原始内容存档于2014-09-12）.（日語）
91. ↑  . .   [2014-09-10]. （原始内容存档于2014-09-12）.（日語）
92. ↑  . .   [2014-09-10]. （原始内容存档于2014-11-23）.（日語）
93. ↑  . .   [2014-09-10]. （原始内容存档于2017-12-16）.（日語）
94. ↑  . .   [2021-11-01]. （原始内容存档于2021-11-01） （日语）.
95. ↑   (PDF). .   [2020-08-27]. （原始内容存档 (PDF)于2020-08-27）.（日語）
96. ↑  . .   [2014-09-10]. （原始内容存档于2014-09-12）.（日語）
97. ↑   (PDF). .   [2014-09-10]. （原始内容存档 (PDF)于2014-09-12）.（日語）
98. ↑  . .   [2014-09-10]. （原始内容存档于2014-03-11）.（日語）
99. ↑  . .   [2014-09-10]. （原始内容存档于2014-09-12）.（日語）
100. ↑  . .   [2014-09-10]. （原始内容存档于2014-09-12）.（日語）
101. ↑  . .   [2014-09-10]. （原始内容存档于2014-12-24）.（日語）
102. ↑  . .   [2014-09-10]. （原始内容存档于2016-05-05）.（日語）
103. ↑  . .   [2015-12-03]. （原始内容存档于2015-12-04）.（日語）
104. ↑  . .   [2019-04-11]. （原始内容存档于2019-04-11） （日语）.
105. ↑  . .   [2020-11-02]. （原始内容存档于2020-11-02） （日语）.
106. ↑  . .   [2023-04-10]. （原始内容存档于2023-04-10） （日语）.
107. ↑  . .   [2023-04-10]. （原始内容存档于2023-04-10） （日语）.
108. ↑   (PDF). .   [2014-09-10]. （原始内容存档 (PDF)于2014-09-12）.（日語）
109. ↑   (PDF). .   [2014-09-10]. （原始内容存档 (PDF)于2014-09-12）.（日語）
110. ↑  . .   [2014-09-10]. （原始内容存档于2014-07-15）.（日語）
111. ↑  . 大阪市. 大阪市役所.   [2025-07-31].（日語）
112. 1 2   (PDF). 大阪市. 大阪市役所.   [2025-07-31].（日語）
113. ↑   (PDF). .   [2014-09-10]. （原始内容 (PDF)存档于2014-09-12）.（日語）
114. ↑  . .   [2014-09-10]. （原始内容存档于2014-09-12）.（日語）
115. ↑   (PDF). .   [2014-09-10]. （原始内容存档 (PDF)于2013-02-02）.（日語）
116. ↑   (PDF). .   [2014-09-10]. （原始内容存档 (PDF)于2014-09-12）.（日語）
117. 1 2  .  . 東京都: . 1996. ISBN 4-532-14456-6.（日語）
118. 1 2 3 4  . .   [2014-09-10]. （原始内容存档于2014-09-12）.（日語）
119. ↑  . .   [2014-09-10]. （原始内容存档于2014-09-12）.（日語）
120. ↑  . .   [2014-09-10]. （原始内容存档于2014-09-12）.（日語）
121. ↑   (PDF). .   [2014-09-10]. （原始内容存档 (PDF)于2014-09-12）.（日語）
122. ↑   (PDF). 大阪市. 大阪市役所.   [2025-07-31].（日語）
123. ↑  . .   [2014-09-10]. （原始内容存档于2014-09-12）.（日語）
124. ↑   (PDF). 大阪市. 大阪市役所.   [2025-07-31].（日語）
125. ↑  . .   [2014-09-10]. （原始内容存档于2014-09-12）.（日語）
126. ↑  . .   [2014-09-10]. （原始内容存档于2014-09-12）.（日語）
127. ↑  . .   [2014-09-10]. （原始内容存档于2014-09-12）.（日語）
128. ↑  . .   [2014-09-10]. （原始内容存档于2015-02-08）.（日語）
129. ↑  . iFinance.   [2014-09-10]. （原始内容存档于2014-09-12）.（日語）
130. ↑  . .   [2014-09-10]. （原始内容存档于2014-05-28）.（日語）
131. ↑  . .   [2017-10-24]. （原始内容存档于2017-10-25）.（日語）
132. ↑  . .   [2014-09-10]. （原始内容存档于2014-02-26）.（日語）
133. ↑  . .   [2014-09-10]. （原始内容存档于2014-09-15）.（日語）
134. ↑   (PDF). .   [2014-09-10]. （原始内容 (PDF)存档于2015-09-24）.（日語）
135. ↑   (PDF). Nomura Research Institute.   [2014-09-10]. （原始内容 (PDF)存档于2014-09-12）.（日語）
136. 1 2  . .   [2014-09-10]. （原始内容存档于2010-07-03）.（日語）
137. ↑  . .   [2014-09-10]. （原始内容存档于2014-10-24）.（日語）
138. ↑  . .   [2014-09-11]. （原始内容存档于2015-02-17）.（日語）
139. ↑  . .   [2014-09-10]. （原始内容存档于2015-03-13）.（日語）
140. ↑  . .   [2014-09-10]. （原始内容存档于2014-09-22）.（日語）
141. ↑   (PDF). .   [2014-09-10]. （原始内容 (PDF)存档于2014-09-12）.（日語）
142. ↑   (PDF). .   [2014-09-10]. （原始内容存档 (PDF)于2014-11-07）.（日語）
143. ↑  . .   [2014-09-28]. （原始内容存档于2013-04-30）.（日語）
144. ↑  . .   [2014-09-10]. （原始内容存档于2014-09-12）.（日語）
145. ↑  . .   [2014-09-11]. （原始内容存档于2014-09-12）.（日語）
146. ↑  . .   [2014-09-10]. （原始内容存档于2014-10-27）.（日語）
147. 1 2 3 4   (PDF). .   [2014-09-10]. （原始内容存档 (PDF)于2014-09-12）.（日語）
148. ↑  . .   [2014-09-10]. （原始内容存档于2014-09-12）.（日語）
149. ↑  . .   [2014-09-10]. （原始内容存档于2014-10-09）.（日語）
150. ↑  . .   [2014-09-10]. （原始内容存档于2014-09-12）.（日語）
151. ↑  . .   [2014-09-10]. （原始内容存档于2014-09-12）.（日語）
152. ↑  . .   [2014-09-10]. （原始内容存档于2014-09-12）.（日語）
153. ↑  . .   [2014-09-10]. （原始内容存档于2014-09-12）.（日語）
154. ↑  . .   [2014-09-10]. （原始内容存档于2014-10-10）.（日語）
155. ↑  . .   [2014-09-10]. （原始内容存档于2013-04-05）.（日語）
156. ↑  .  . 東京都: . 1977. ISBN 978-4022591807.（日語）
157. ↑  . .   [2014-09-10]. （原始内容存档于2015-07-10）.（日語）
158. ↑  . .   [2014-09-10]. （原始内容存档于2015-10-17）.（日語）
159. 1 2 3  . .   [2014-09-10]. （原始内容存档于2013-06-11）.（日語）
160. ↑  . .   [2014-09-10]. （原始内容存档于2014-09-12）.（日語）
161. ↑  . .   [2014-09-10]. （原始内容存档于2014-08-10）.（日語）
162. ↑  . .   [2014-09-10]. （原始内容存档于2014-11-20）.（日語）
163. ↑  . .   [2014-09-10]. （原始内容存档于2014-10-02）.（日語）
164. ↑  . .   [2014-09-10]. （原始内容存档于2014-09-12）.（日語）
165. ↑  . .   [2014-09-10]. （原始内容存档于2014-09-12）.（日語）
166. ↑  . .   [2014-09-10]. （原始内容存档于2014-09-12）.（日語）
167. ↑  . .   [2014-09-10]. （原始内容存档于2014-08-08）.（日語）
168. ↑  . .   [2014-09-10]. （原始内容存档于2014-09-12）.（日語）
169. ↑  . .   [2014-09-10]. （原始内容存档于2014-09-12）.（日語）
170. ↑  . .   [2014-09-10]. （原始内容存档于2014-09-12）.（日語）
171. ↑  . .   [2014-09-10]. （原始内容存档于2014-09-12）.（日語）
172. ↑  . .   [2014-09-10]. （原始内容存档于2014-09-12）.（日語）
173. ↑  . .   [2014-09-10]. （原始内容存档于2014-09-12）.（日語）
174. ↑  . .   [2014-09-10]. （原始内容存档于2014-09-12）.（日語）
175. ↑  . .   [2014-09-10]. （原始内容存档于2014-09-09）.（日語）
176. ↑  . .   [2014-09-10]. （原始内容存档于2014-09-12）.（日語）
177. ↑  . .   [2014-09-10]. （原始内容存档于2014-09-12）.（日語）
178. ↑  . .   [2014-09-10]. （原始内容存档于2014-07-21）.（日語）
179. ↑  . .   [2014-09-11]. （原始内容存档于2014-11-03）.（日語）
180. ↑  . .   [2014-09-11]. （原始内容存档于2014-09-12）.（日語）
181. ↑  . .   [2014-09-11]. （原始内容存档于2013-09-17）.（日語）
182. ↑  . .   [2014-09-11]. （原始内容存档于2015-07-14）.（日語）
183. ↑  . .   [2014-09-11]. （原始内容存档于2014-09-12）.（日語）
184. ↑  . .   [2014-09-11]. （原始内容存档于2014-09-23）.（日語）
185. ↑  . .   [2014-09-11]. （原始内容存档于2014-07-31）.（日語）
186. ↑  . .   [2014-09-11]. （原始内容存档于2014-07-27）.（日語）
187. ↑  . .   [2014-09-11]. （原始内容存档于2014-09-04）.（日語）
188. ↑  . .   [2014-09-11]. （原始内容存档于2014-09-12）.（日語）
189. ↑  . .   [2014-09-11]. （原始内容存档于2014-09-25）.（日語）
190. ↑  . .   [2014-09-11]. （原始内容存档于2014-09-12）.（日語）
191. ↑  . .   [2014-09-11]. （原始内容存档于2014-08-29）.（日語）
192. ↑  . .   [2014-09-11]. （原始内容存档于2014-10-08）.（日語）
193. ↑  . .   [2014-09-11]. （原始内容存档于2014-09-05）.（日語）
194. ↑  . .   [2014-09-11]. （原始内容存档于2014-01-29）.（日語）
195. ↑  . .   [2014-09-11]. （原始内容存档于2014-09-29）.（日語）
196. ↑  . J's GOAL.   [2014-09-11]. （原始内容存档于2011-07-22）.（日語）
197. ↑  . .   [2014-09-11]. （原始内容存档于2014-07-18）.（日語）
198. ↑   (PDF). .   [2014-09-11]. （原始内容 (PDF)存档于2014-01-06）.（日語）
199. ↑   (PDF). 大阪市. 大阪市役所.   [2025-07-31].（日語）
200. ↑   (PDF). .   [2014-09-11]. （原始内容存档 (PDF)于2013-03-31）.（日語）
201. ↑  . .   [2014-09-11]. （原始内容存档于2014-09-12）.（日語）
202. ↑  . .   [2014-09-11]. （原始内容存档于2014-09-08）.（日語）
203. 1 2   (PDF). .   [2014-09-11]. （原始内容存档 (PDF)于2014-09-12）.（日語）
204. ↑  . .   [2020-11-02]. （原始内容存档于2020-11-02）.（日語）
205. ↑  . .   [2020-11-02]. （原始内容存档于2020-11-02）.（日語）
206. 1 2  . .   [2014-09-11]. （原始内容存档于2014-10-14）.（日語）
207. ↑  . .   [2014-09-11]. （原始内容存档于2014-08-15）.（日語）
208. ↑  . .   [2014-09-11]. （原始内容存档于2014-08-13）.（日語）
209. ↑  . 日本政府観光局.   [2025-07-31].（日語）
210. ↑  . .   [2014-09-11]. （原始内容存档于2014-07-22）.（日語）
211. ↑  . .   [2014-09-11]. （原始内容存档于2014-10-11）.（日語）
212. ↑  . .   [2014-09-11]. （原始内容存档于2014-11-14）.（日語）
213. ↑  . .   [2014-09-11]. （原始内容存档于2014-09-12）.（日語）
214. ↑  . .   [2014-09-10]. （原始内容存档于2014-09-12）.（日語）
215. ↑  . .   [2014-09-10]. （原始内容存档于2014-12-22）.（日語）
216. ↑  . .   [2014-09-28]. （原始内容存档于2014-11-22）.（日語）
217. ↑  . .   [2014-09-11]. （原始内容存档于2014-07-26）.（日語）
218. ↑  . .   [2014-09-11]. （原始内容存档于2014-09-12）.（日語）
219. ↑   (PDF). .   [2014-09-11]. （原始内容 (PDF)存档于2014-09-12）.（日語）
220. ↑  . .   [2014-09-11]. （原始内容存档于2014-09-05）.（日語）
221. ↑  . .   [2014-09-11]. （原始内容存档于2014-08-19）.（日語）
222. ↑  塩地優. . Journal of Amusement Park. 2025-04-24  [2025-07-31].（日語）
223. ↑  . .   [2014-09-11]. （原始内容存档于2014-08-27）.（英文）
224. ↑  . 大阪歴史博物館.   [2014-09-11]. （原始内容存档于2014-08-27）.（英文）
225. ↑  . .   [2014-09-11]. （原始内容存档于2014-09-07）.（日語）
226. ↑  . .   [2014-09-11]. （原始内容存档于2014-07-03）.（日語）
227. ↑  . .   [2014-09-11]. （原始内容存档于2014-10-12）.（日語）
228. ↑   (PDF). .   [2014-09-11]. （原始内容 (PDF)存档于2014-09-12）.（日語）
229. ↑   (PDF). .   [2014-09-11]. （原始内容存档 (PDF)于2016-03-26）.（日語）
230. ↑  . .   [2014-09-11]. （原始内容存档于2014-10-11）.（日語）
231. ↑  . .   [2014-09-11]. （原始内容存档于2014-09-11）.（日語）
232. ↑  . .   [2014-09-11]. （原始内容存档于2014-10-01）.（日語）
233. ↑  . .   [2014-09-11]. （原始内容存档于2014-10-11）.（日語）
234. ↑  . .   [2014-09-11]. （原始内容存档于2014-09-17）.（日語）
235. ↑  . .   [2014-09-11]. （原始内容存档于2014-06-24）.（日語）
236. ↑  . .   [2020-11-02]. （原始内容存档于2020-11-02）.（日語）
237. ↑  . .   [2020-11-02]. （原始内容存档于2020-11-02）.（日語）
238. ↑   (PDF). .   [2014-09-11]. （原始内容 (PDF)存档于2014-09-12）.（日語）
239. ↑  . .   [2014-09-11]. （原始内容存档于2014-09-12）.（日語）
240. 1 2  . 大阪市. 大阪市役所.   [2025-07-31].（日語）
241. ↑  . .   [2014-09-11]. （原始内容存档于2014-09-12）.（日語）
242. ↑  . .   [2014-09-09]. （原始内容存档于2014-09-12）.（日語）
243. ↑  . .   [2014-09-11]. （原始内容存档于2014-09-12）.（日語）
244. ↑  . .   [2014-09-11]. （原始内容存档于2014-09-12）.（日語）
245. ↑  . .   [2014-09-11]. （原始内容存档于2014-09-23）.（日語）
246. ↑  . 大阪市. 大阪市役所.   [2025-07-31].（日語）
247. ↑  . .   [2014-09-11]. （原始内容存档于2014-09-29）.（日語）
248. ↑   (PDF). .   [2014-09-11]. （原始内容 (PDF)存档于2014-05-13）.（日語）
249. ↑   (PDF). .   [2020-11-02]. （原始内容存档 (PDF)于2018-10-24）.（日語）
250. ↑   (PDF). .   [2014-09-11]. （原始内容 (PDF)存档于2014-09-12）.（日語）
251. ↑  . .   [2014-09-11]. （原始内容存档于2014-09-12）.（日語）
252. ↑   (PDF). .   [2014-09-11]. （原始内容 (PDF)存档于2014-09-12）.（日語）
253. ↑   (PDF). 国土交通省.   [2025-07-31].（日語）
254. ↑   (PDF). 大阪市. 大阪市役所.   [2025-07-31].（日語）
255. ↑  . .   [2014-09-11]. （原始内容存档于2014-09-12）.（日語）
256. ↑  . .   [2014-09-11]. （原始内容存档于2015-01-30）.（日語）
257. ↑   (PDF). 日本政府観光局.   [2025-07-31].
258. 1 2  . .   [2014-09-12]. （原始内容存档于2014-08-29）.（日語）
259. ↑  . .   [2014-09-12]. （原始内容存档于2014-09-12）.（日語）
260. ↑  . .   [2017-11-27]. （原始内容存档于2017-12-01）.（日語）

### 書籍
- ISBN 978-4-254-16768-9.
- ISBN 978-4-7722-3054-4.
- ISBN 978-4-89434-791-5.
- ISBN 978-4-532-14456-2.
- ISBN 978-4-02-259180-7.
- ISBN 978-4-87259-214-6.
- ISBN 978-4-87259-216-0.
- ISBN 978-4-7924-0614-1.
- ISBN 978-4-86152-128-7.
- ISBN 978-4-89259-645-2.
- ISBN 978-4-422-20138-2.

## 外部連結
- 大阪市（页面存档备份，存于）（官方網站）
  - http://www.city.osaka.lg.jp/contents/wdu010/movie/（页面存档备份，存于） 大阪市的官方視頻宣傳網站
  -  大阪市在SNS網站上的官方賬戶
- - 大阪市在YouTube上的官方頻道
- OSAKA-INFO  - 大阪觀光博覽協會
- http://www.osaka21.or.jp/（页面存档备份，存于）
- OpenStreetMap上有關大阪市的地理